# Rose-Croix
Vous lisez un « bon article » labellisé en 2007.

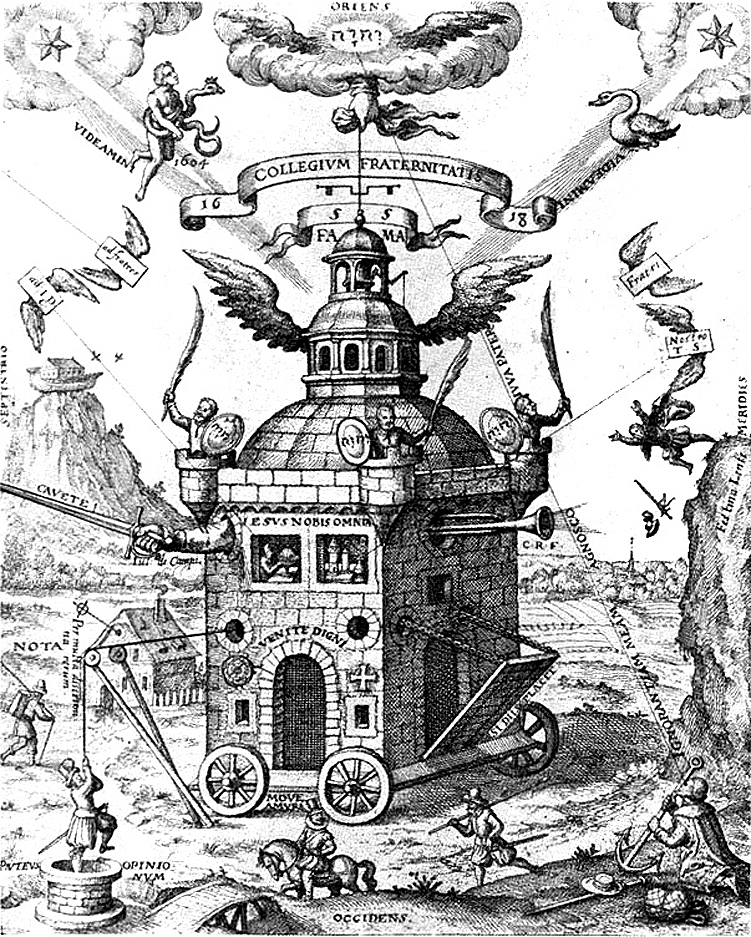
Le Temple de la Rose-Croix, gravure du Speculum Sophicum Rhodostauroticum (Miroir de la sagesse des Rose-Croix) de Teophilus Schweighardt Constantiens (pseudonyme de Daniel Mögling), 1618.

Au début du XVIIe siècle paraissent en Allemagne les manifestes de la fraternité de la Rose-Croix. La Rose-Croix y est présentée comme un ordre secret qui aurait été fondé au XVe siècle par un personnage mythique, Christian Rosenkreutz. Relevant de l'hermétisme chrétien, du néoplatonisme et de paracelsisme, ils en appellent  aux savants et aux gouvernants de l'Europe, proposant de leur révéler leur mystérieuse sagesse. Ils sont vraisemblablement l'œuvre d'un groupe de jeunes théologiens, médecins et philosophes de l'université luthérienne de Tübingen, autour de Johann Valentin Andreae (1586-1654). Ils eurent un retentissement considérable à l'époque, suscitant enthousiasmes et controverses dans toute l'Europe.
À partir du XVIIIe siècle, en marge et au sein de la franc-maçonnerie, puis dans les milieux occultistes du XIXe siècle jusqu'à aujourd'hui, de nombreux mouvements se sont réclamés de l'ordre de la Rose-Croix ou se sont référés à une « tradition rosicrucienne ».

## Les manifestes Rose-Croix

### Introduction
Les « manifestes Rose-Croix », la Fama Fraternitatis et la Confessio Fraternitatis, furent publiés en Saint-Empire en 1614 et en 1615 et firent pour la première fois mention de cette Fraternité en une période de tensions politiques et religieuses (la guerre de Trente Ans commence en 1618), et d'avancées scientifiques. On leur associe généralement un autre texte : Les Noces Chymiques de Christian Rosenkreutz publié en 1616.

### LaFama Fraternitatis(1614)

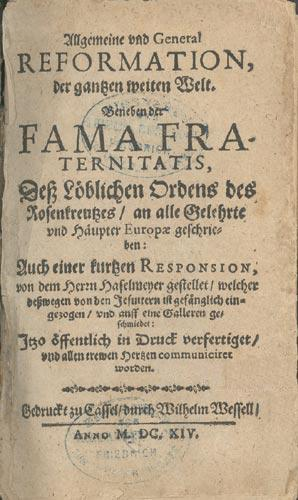
Édition originale de la Fama Fraternitatis, 1614.

En 1614, paraît à Cassel, à l'imprimerie de Wilhelm Wessel (en), un  ouvrage anonyme en allemand : Réforme générale et commune de l'univers entier, suivi de la Fama Fraternitatis de la Très Louable Confrérie de la Rose-Croix, à l'adresse de tous les savants et souverains d'Europe, accompagnée d'une brève réponse du Seigneur Haselmeyer qui pour ce motif a été jeté en prison par les Jésuites et mis aux fers dans une galère. Aujourd'hui donnée à imprimer et portée à la connaissance de tous les cœurs sincères.
Cette « réforme générale » est un récit satirique sur les projets de réforme qui fleurissaient à l'époque. En appendices de ce texte, se trouve la Fama Fraternitatis, (Les Échos de la Confrérie) manifeste de l'ordre de la Rose-Croix, ainsi que la réponse d'un certain Adam Haselmayer.
Le nom du fondateur (C.R.C.), ainsi que ceux des membres de la fraternité ne sont mentionnés que par leurs initiales.
La Fama Fraternitatis narre la vie du fondateur mythique de l'ordre. Allemand, orphelin d'une famille noble mais désargentée, il est élevé et éduqué dans un couvent. Un périple entrepris autour de la Méditerranée lui permet d'acquérir les sagesses et les connaissances de l'Orient et de les confronter à celles de l'Occident. À son retour, il s'entretient avec les savants d'Europe « leur montrant les erreurs de nos Arts, comment les corriger, d'où l'on pourrait tirer des indices certains sur les siècles suivants et en quoi ils devaient concorder avec les siècles passés ; aussi comment réformer les défauts de l'Église et toute la philosophie morale ». Mais ces derniers, se voyant contraints de se remettre en question et craignant que leur réputation n'en souffre, le rejettent. Il établit alors en Allemagne un centre appelé « maison du Saint-Esprit », afin d'y rassembler et conserver ses connaissances, et invite, afin de les consigner, trois de ses anciens condisciples qui lui jurent fidélité et silence : « Ainsi commença la Fraternité de la Rose-Croix, avec quatre personnes seulement ». L'ordre se donne une règle, et se disperse à travers le monde.
L'histoire relate que, cent vingt ans après la mort du fondateur de l'ordre, les Frères de la troisième génération, refaisant en « bons architectes » la maçonnerie de leur « maison », redécouvrent son tombeau. L'inscription « Post 120 annos patebo » (« après 120 ans, je m'ouvrirai ») indique que cette découverte apparemment fortuite avait été prévue.
Dans ce « temple-tombe », illuminé « par un autre soleil », se trouve le corps intact de C.R.C. tenant dans ses mains un petit livre d'or, intitulé Livre T. L'autel circulaire est entouré de formules de sagesse et d'axiomes comme « Nequaquam vacuum (« nulle part n'est le vide » en latin) ». Les frères décident alors de révéler au monde cette sagesse chrétienne censée réconcilier les connaissances de l'orient et celles de l'occident, et proposer une réforme universelle des sciences, de l'art et de la religion. Ils expliqueront les trente-sept raisons de cette décision dans une Confessio, et promettent plus d'or « que le roi d'Espagne n'en peut rapporter des deux Indes ». La Fama Fraternitatis, qui devait être écrite en cinq langues, invite les sages, savants et chefs de l’Europe intéressés par cette offre à se faire connaître de quelque manière « et en quelque langue que ce soit ».
La Fama s'achève par la phrase : « Sub umbra alarum tuarum Jehova » (À l'ombre de tes ailes Jéhovah).
L'ouvrage se termine par la Courte réponse faite par Adam Haselmayer qui, pour cela, a été arrêté et emprisonné par les Jésuites et mis aux fers sur les galères.
Bien que la Fama fût en général publiée seule par la suite, l'ensemble de l'ouvrage original (Reformatio, Fama et la Réponse de Haselmayer) forme un tout,, dont le sens général est que la vraie réforme ne peut se faire de l'extérieur comme le promouvaient penseurs et législateurs, mais qu'elle doit être intérieure, spirituelle et mystique.

### LaConfessio Fraternitatis(1615)

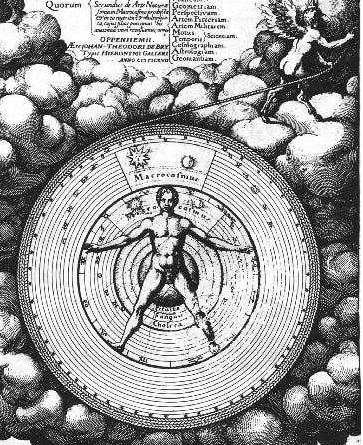
De Macrocosmi historia, de Robert Fludd.

En 1615, une seconde édition de la Fama paraît chez le même éditeur. Il y est joint un second texte, en versions latine et allemande (d'ailleurs sensiblement différentes) : « Confessio Fraternitatis Rosæ Crucis. Ad eruditos Europæ. » (« Confession de la Fraternité de la R. C. Aux savants de l'Europe »).
Cette « Confession » (ou profession de foi), où s'expriment les frères de la Rose-Croix, fait référence à la Fama, et renouvelle son appel aux savants, mais aussi aux humbles, et ses promesses de réforme chrétienne universelle et de révélation des secrets de la Nature[réf. nécessaire]. Dans la forme, elle s'inspire de la Confession d'Augsbourg. Plus que la Fama, elle met l'accent sur le millénarisme et l'antipapisme[réf. nécessaire].
Les frères se défendent des accusations d'hérésie : 

« Comment pourrions-nous être jamais soupçonnés d'hérésie, de menées et de complots coupables contre l'autorité civile, quand nous condamnons les sacrilèges dont Notre-Seigneur Jésus-Christ est l'objet, et dont l'Orient comme l'Occident se rendent coupables (entendons Mahomet et le pape), et quand nous présentons au chef suprême de l'Empire romain notre prière, nos mystères et nos trésors ? »

Ils font l'éloge de la Bible et de la vie évangélique :

« Contre eux, nous professons et témoignons publiquement qu'il n'a pas existé depuis les débuts de ce monde de livre supérieur, de livre meilleur, de livre aussi merveilleux, aussi salutaire que justement la sainte Bible. Et bienheureux son détenteur, bienheureux plus encore son lecteur assidu, au comble de la félicité celui qui en a épuisé l'étude. Qui sait la comprendre ne peut être plus près de Dieu ni plus semblable à lui. »

Le prénom du fondateur de la fraternité apparaît : Christian R.-C. Il serait né en 1378 et aurait vécu cent six ans. 
La Confessio Fraternitatis propose une philosophie chrétienne, et aussi un état de vie merveilleux qui « figurait à l'origine du monde avec Adam » accessible à l'homme régénéré. La Confessio annonce la fin du mahométisme et du catholicisme, et la venue d'une nouvelle ère liée à l'avènement d'une mystérieuse quatrième monarchie et à l'apparition de signes, d'étoiles dans les constellations du Serpentaire et du Cygne[réf. nécessaire].
Les frères disposent d'une « écriture magique », semblable à la langue originelle des patriarches bibliques Adam et Hénoch, qui leur permet de lire et de comprendre la volonté divine[réf. nécessaire].
La Confessio évoque l'alchimie en tant que force guérissante, capable certes d'opérer la transmutation des métaux (ce qu'ils ne prisent pas), mais surtout comme « remède suprême » pour la libération de l'humanité[réf. nécessaire] :

« Maintenant, il est nécessaire que cède toute erreur, ténèbre et servitude qui se sont progressivement emparées des sciences, des œuvres et du gouvernement des humains… de sorte que la majorité des hommes se sont obscurcis… Il n'est cependant d'autre philosophie pour nous que Celle qui est la Couronne de toutes les facultés, sciences et arts. En ce qui concerne notre siècle elle comprend surtout la Théologie, la Médecine, et avant tout la Science du Droit ; c'est une philosophie qui sonde le ciel et la terre à l'aide d'un excellent art d'analyse ou qui, en un mot exprime essentiellement que l'homme est un microcosme, et l'étendue de son art dans la nature[réf. nécessaire]. »

### Les Noces Chymiques de Christian Rosenkreutz(1616)

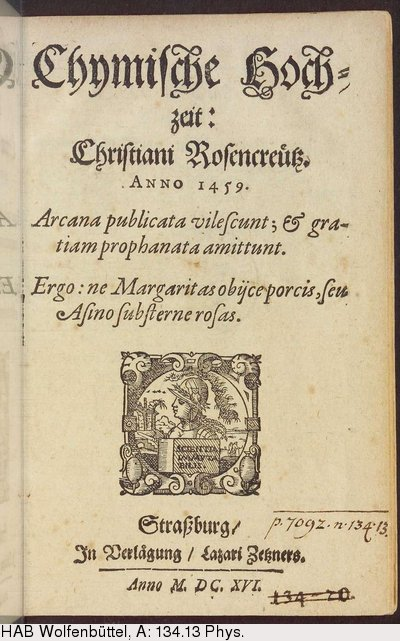
Édition originale (1616) des Noces Chymiques de Christian Rosenkreutz

En 1616 paraît à Strasbourg chez Lazare Zetzner, sans nom d'auteur et en allemand, Les Noces Chymiques de Christian Rosenkreutz. Si ce texte, plus long que les deux manifestes Fama et Confessio, et dont la qualité littéraire est largement reconnue, est aujourd'hui celui qui retient le plus l'attention tant des ésotéristes que des historiens, il n'eut à l'époque que peu d'influence : jamais traduit en latin, il ne le fut en anglais qu'en 1690, et en français qu'en 1928.
Ce texte allégorique et mystique narre, à la première personne, l'expérience initiatique de Christian Rosenkreutz, nom symbolique qui peut se traduire par « le chrétien à la Rose et à la Croix » ; les rosicruciens francophones le nomment « Christian Rose-Croix ». L'action se situe en 1459. Au cours de sept journées, pleines d'évènements merveilleux et symboliques, Christian Rosenkreutz participe aux noces alchimiques du roi et de la reine, qui culminent avec la décollation et la résurrection du couple royal. Cet ouvrage est suivi en 1619 d'une interprétation de l'auteur dans le PRACTICA LEONIS VIRIDIS. En effet, dans l’édition de 1616 des Noces Chymiques, ce dernier y écrit page 23 lorsqu’il mentionne deux colonnes du portail des Noces : « je les décrirai et les expliquerai dans peu de temps si Dieu me le permet ». Trois ans plus tard paraît ce LEONIS VIRIDIS, dont on peut considérer en toute logique qu’Andreae lui-même est l’auteur.
L'avertissement introductif indique le caractère ésotérique de l'œuvre :

« Les arcanes s'avilissent quand ils sont révélés ; et, profanés, ils perdent leur grâce. Ne jette donc pas de marguerites aux pourceaux, et ne fais point à un âne une litière de roses,. »

L'alchimie, dans les Noces chymiques de CRC comme dans les autres « manifestes », est considérée comme un processus de régénération spirituelle et une source de purification et de renaissance intérieure.

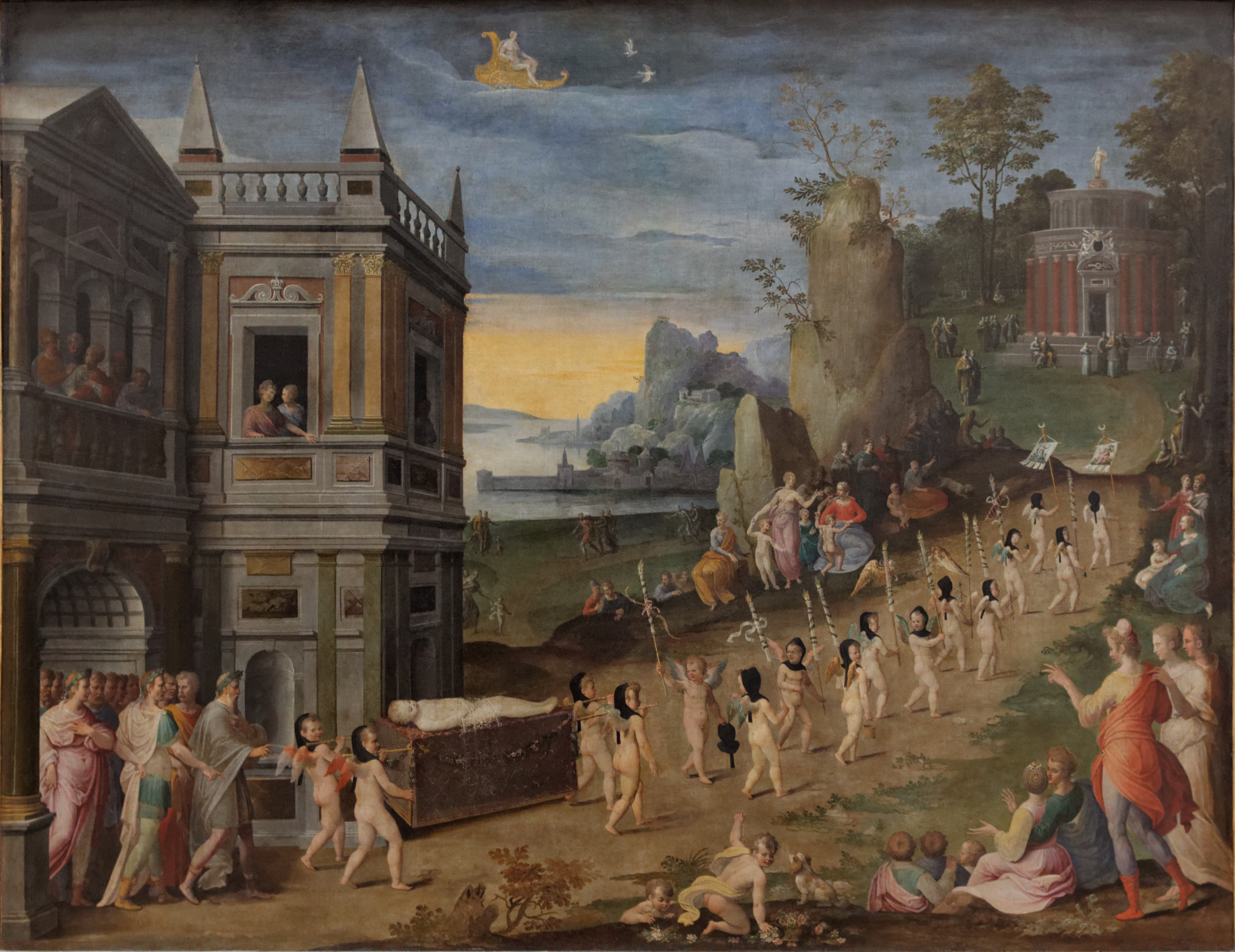
Antoine Caron, Les Funérailles de l'Amour (1560-1570) (musée du Louvre) – ce tableau allégorique typique du maniérisme constitue selon Bernard Gorceix une illustration du style des Noces Chymiques.

Ce texte a fait l'objet de nombreux commentaires.

### Analyse des manifestes rose-croix

#### Hypothèses sur les auteurs des manifestes et leurs motivations

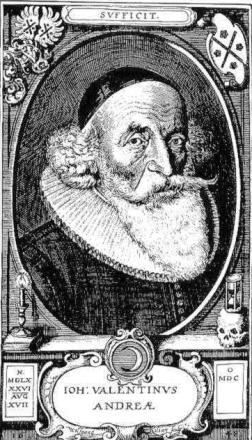
Johann Valentin Andreæ a publié Les Noces Chymiques de Christian Rosenkreutz en 1616.

Depuis leur parution anonyme, de nombreuses hypothèses ont été faites sur l'identité du ou des auteurs des manifestes, ainsi que sur leurs motivations et leurs desseins.
En ce qui concerne les Noces Chymiques, Johann Valentin Andreæ (1586-1654) déclarera dans son Autobiographie, qui ne fut publiée qu'en 1799, en avoir été l'auteur dans sa jeunesse (entre 1602 et 1604). Il s'agissait d'« une plaisanterie (ludibrium)) pleine de scènes d'aventures. À (ma) surprise ce livre fut apprécié par certains et expliqué par des interprétations subtiles, quoique ce ne soit qu'une petite œuvre insignifiante et qu'il représente les vains efforts de la curiosité ». Inspecteur ecclésiastique, chargé de fonctions diplomatiques puis prédicateur de la cour de Stuttgart, Andreæ fut aussi connu pour ses écrits satiriques qu'il justifiera ainsi : « C'est l'affaire du Christianisme qui me tenait à cœur et je voulais le faire progresser par tous les moyens ; et comme je ne pouvais le faire par des chemins rectilignes, je tentai de la faire par des détours et des pitreries, non point, comme il a semblé à certains, avec un esprit de raillerie mais en recourant à la manière dont usent beaucoup de gens pieux, en ce sens que par le truchement d'une plaisanterie et par une charmante malice, je poursuivais un but sérieux et j'insufflais l'amour du christianisme ».
Le ou les auteurs des manifestes ne sont pas connus avec certitude. L'analyse stylistique et thématique des différents textes (Fama et Confessio mais aussi leurs préfaces, la Reformatio et la Réponse de Haselmayer), tend à montrer qu'il s'agit de l'œuvre de plusieurs auteurs,. Il semble probable que ces textes ont été écrits au sein d'un groupe d'intellectuels luthériens, rassemblés à partir de 1607 avec Andreæ sous la houlette du théologien Johann Arndt (1555-1621). Ce groupe, qu'on appelle Cénacle de Tübingen, promouvait notamment l'imitation de la vie de Jésus-Christ. Si Andreæ eut sans doute un rôle inspirateur et central, on trouve également la marque de ses amis, en particulier Wilhelm Wense, Tobias Hess et Christoph Besold (1577-1638). Ainsi un groupe de jeunes luthériens allemands, qui avait eu maille à partir avec les autorités universitaires « s'est dressé clandestinement contre l'orthodoxie desséchante à laquelle il a opposé tout à la fois la mysticité antique et médiévale, l'esprit scientifique naissant et l'œuvre sociale enseignée notamment par Campanella, avec ses études et sa Cité du Soleil socio-théocratique ».

#### La publication des manifestes: le rôle de Adam Haselmayer
La Fama semble avoir été rédigé vers 1608 et avoir rapidement circulé sous forme manuscrite (quatre exemplaires originaux ont aujourd'hui été retrouvés) dans les milieux alchimiques : en 1611, le médecin danois Ole Worm en avait reçu une copie, probablement de la part de Johannes Hartmann (en), qui tenait la première chaire de « Chymie » d'Europe, à l'université de Marbourg.
Mais c'est Adam Haselmayer, l'auteur d'une réponse à la Fama publiée en même temps qu'elle, qui joua un rôle déterminant dans la publication des manifestes. Donné dans la préface comme secrétaire de l'archiduc Maximilien, il a longtemps été considéré comme un personnage fictif. Des recherches récentes ont permis de retrouver sa trace. Il s'agit d'un paracelsien du Tyrol. Ayant lu la Fama dès 1610, il en offrit en 1612 une copie qu'il tenait de Tobias Hess à son protecteur Auguste d'Anhalt-Plötzkau, féru d'alchimie et des textes de Paracelse et de Valentin Weigel dans l'espoir que ce dernier devint le leader politique de la réforme universelle annoncée par les Rose-Croix. Ce fut sans succès, car Auguste de Anhalt qui avait renoncé à toute ambition politique en laissant le gouvernement de la principauté d'Anhalt à son frère, se contenta de faire imprimer secrètement une centaine d'exemplaires de la réponse de Haselmayer, dans l'espoir de susciter la réaction des Rose-Croix. L'enthousiasme de Haselmayer se tourna alors vers son suzerain le catholique archiduc Maximilien III d'Autriche, qui cependant le fit arrêter et envoyer aux galères.
On a retrouvé une version de ce texte imprimée en 1612, et il s'agirait donc de la première « réponse » à l'appel de la Fama. Haselmayer déclare avoir lu un manuscrit de la Fama en 1610 (ce qui permet de supposer que le texte circulait quelques années avant sa publication en 1614). Dans ce texte apocalyptique et mystique, il voit dans les frères de la Rose-Croix des disciples de Paracelse, et annonce l'imminence de la fin du monde et l'avènement de l'empire du Saint-Esprit (règne dénommé « Quatrième Monarchie » dans la Fama).

#### Les sources et les références

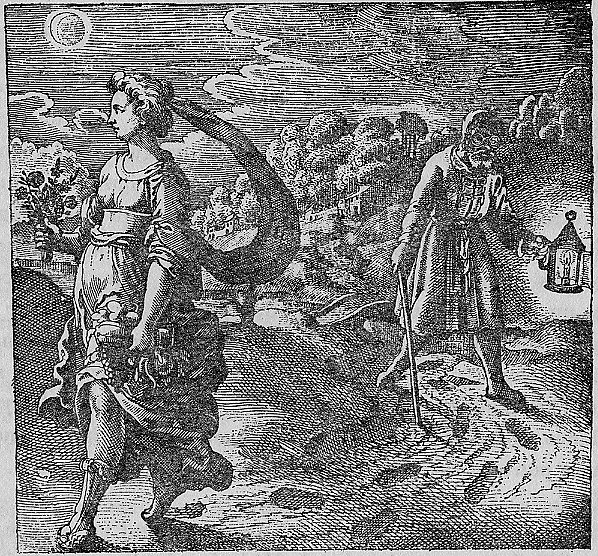
Une des gravures alchimiques de lAtalanta Fugiens de Michael Maier : le sage marchant dans les traces de la Nature.

Tant par le style que par le fond, les manifestes sont caractéristiques de la pensée de l'époque, au tournant de la Renaissance et de l'âge baroque. Ils puisent leur inspiration, comme la multitude d'écrits alchimiques qui fleurissent alors, dans le fond séculaire de la littérature mystique et hermétique. Ainsi, on peut y trouver des références et allusions au néo-platonisme, aux pythagoriciens, à la philosophie arabe, à la kabbale, à la Gnose, et même aux sages de l'Inde.
Paul Arnold a remarqué que les Noces Chymiques sont inspirées par le Livre I du poème The Færie Queene (1590) d’Edmund Spenser. En particulier, on y trouve les aventures similaires d'un « chevalier de la Croix-Rouge », qui deviendra le « frère de la Rose-Croix rouge » dans les Noces Chymiques, avec le glissement en allemand de Rotes-Kreutz à Rosen-Kreutz. Andreæ a pu aussi s'inspirer de son blason familial qui comprenait quatre roses rouges entre les branches d'une croix rouge, blason lui-même peut-être inspiré des armes de Luther, représentant une croix noire sur un cœur rouge entouré d'une rose blanche.

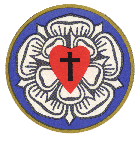
Sceau de Luther.

La General reformatio, est en fait l'adaptation en allemand de l'avis LXXVII d'un ouvrage satirique de Trajano Boccalini : Ragguagli di Parnasso (Nouvelles du Parnasse), publié à Venise en 1612. Cet ouvrage eut un grand succès à l'époque et était connu des membres du Cénacle de Tübingen et en particulier de Christoph Besold.
Les textes de la Fama et de la Confessio sont probablement inspirés de l'utopie de Tommaso Campanella : La cité du soleil. Parmi les contemporains allemands, on y trouve l'influence d'écrits alchimiques tels que l’Amphitheatrum Sapientiæ Æternæ (1595) de Heinrich Khunrath (~1560-1605) et la Naometria (1604) de Simon Studion (1543-1605),,.
Le personnage de Christian Rosenkreutz ferait référence aux vies de Joachim de Flore, de Thomas a Kempis, ainsi que d'un certain Ægidius Gutman (1490-1584) dont la biographie touche à la légende.

#### Controverses sur l'existence et l'origine de l'ordre
Il n'existe aucune preuve historique de l'existence d'un ordre de la Rose-Croix avant ou au moment de la parution des manifestes, au début du XVIIe siècle. Les mouvements qui se sont par la suite baptisés « Rose-Croix » n'ont pas le moindre lien de filiation directe avec le groupe des auteurs des manifestes (le Cénacle de Tübingen). La société rosicrucienne AMORC (fondée en 1915) se prévaut, quant à elle, de « l'authentique » tradition Rose-Croix.
Les opinions sur l'existence et l'origine de l'ordre peuvent schématiquement être classées en quatre catégories différentes :
1. Pour les universitaires Yates[5], Arnold[3], Edighoffer[18], Faivre (« Bien que, de 1615 à l’époque actuelle, quantité de faussaires n’aient cessé de brouiller les pistes, on peut affirmer qu’entre 1614 et 1620 il n’existe pas de « Fraternité Rose-Croix », à moins d’entendre par là qu’une amitié spirituelle rapprochait les amis du cénacle »)[11], Christian Rosenkreutz et l'ordre de la Rose-Croix sont des fictions inventées par les auteurs des manifestes, et ces textes relevaient à l'origine du « ludibrium » (c’est-à-dire du « jeu », de la « plaisanterie ») ésotérique d'un jeune luthérien malicieux et cultivé, Johann Valentin Andreæ. Les manifestes de la Rose-Croix ne seraient pas une preuve de son existence mais seulement la narration de son mythe. Ils auraient pris rapidement une dimension polémique dans l'âpre contexte de la Réforme. Les affiches parues à Paris en 1623 (voir ci-dessous) ne seraient quant à elles qu'un canular. Les idées développées dans les manifestes n'ayant rien de particulièrement original ni de spécifique, leur succès non démenti tient à leur qualité littéraire, à leur parfum de secret et de mystère, et à l'association, puissamment évocatrice dans la culture occidentale, des noms et symboles de la rose et de la croix ;
2. Ceux[Qui ?] qui, tout en croyant à l'existence d'une fraternité de la « Rose-Croix », estiment que les détails historiques fournis dans les manifestes sont à prendre au moins en partie dans un sens symbolique. L'ordre aurait été constitué du regroupement d'esprits brillants autour de Johann Valentin Andreæ. La Rose-Croix exprimerait les aspirations spirituelles et profondes qui imprègnent encore aujourd'hui l'imaginaire de l’Occident ;
3. D'autres tenants de l'interprétation symbolique des manifestes croient à une existence ancienne voire antique de l'ordre. C'est ainsi que plusieurs auteurs rosicruciens du XXe siècle, parmi lesquels Harvey Spencer Lewis, le fondateur de l'AMORC, ont affirmé que l'ordre de la Rose-Croix avait une origine traditionnelle égyptienne[27] ;
4. Certains enfin ont réinterrogé avec Serge Hutin[28] le concept d'ordre initiatique en y voyant un courant de pensée — organisé par des principes et fondé sur la reconnaissance tacite entre ses contributeurs de leurs autorités morales respectives — plutôt qu'une organisation secrète hiérarchisée de manière formelle.

### Les réactions auXVIIesiècle

#### Un retentissement considérable

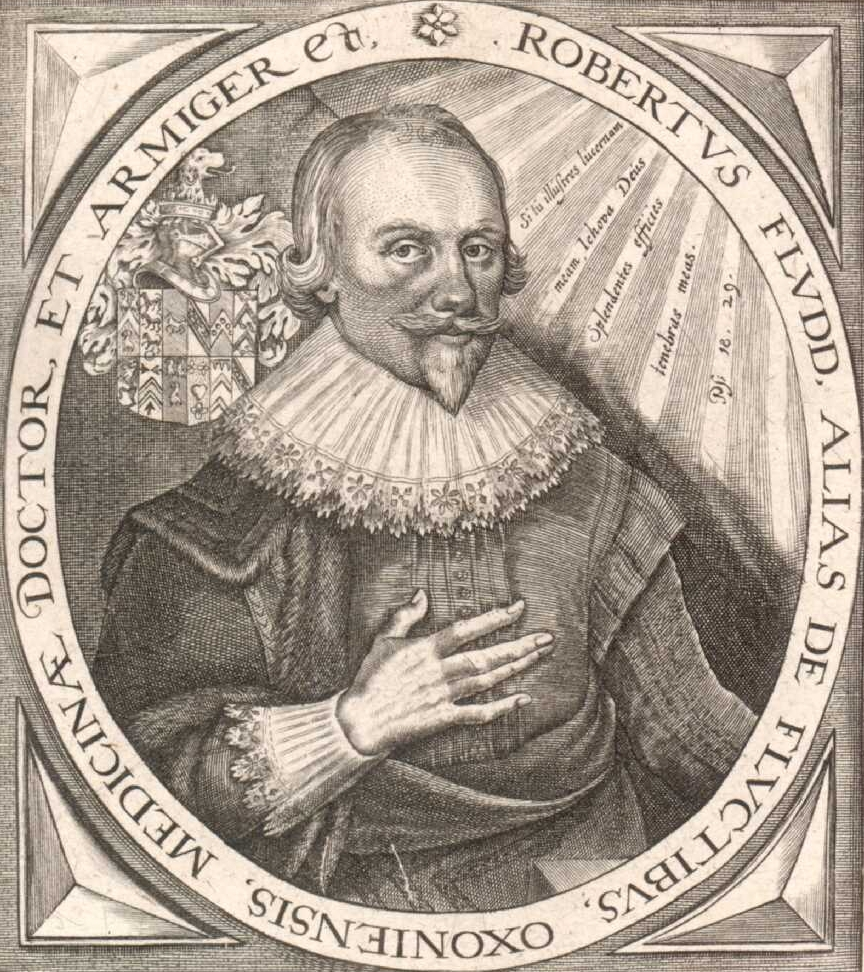
Robert Fludd.

Les manifestes Rose-Croix eurent très vite un retentissement considérable. Il y eut rapidement plusieurs rééditions. Leur appel (et surtout les références à Paracelse) fut reçu par nombre de « chymistes » d'Allemagne, et aussi d'Europe. La Bibliotheca Hermetica Philosophica d'Amsterdam a recensé 400 réponses imprimées dans les dix années qui suivirent leur parution et environ 1 700 entre les XVIIe et XVIIIe siècles. Pour Carlos Gilly : « le succès des manifestes Rose-Croix tenait non seulement à leur habillage mythique (sans lequel ils n'auraient suscité que fort peu d'intérêt), mais aussi et surtout à l'idée d'avoir présenté la Fraternité comme déjà constituée, et au fait d'avoir invité les savants et les princes d'alors à y donner réponse par la voie de l'imprimé ».
Des polémiques ne tardèrent pas à naître. Les rose-croix furent accusés d'imposture et, plus grave à l'époque, de sorcellerie et d'hérésie.

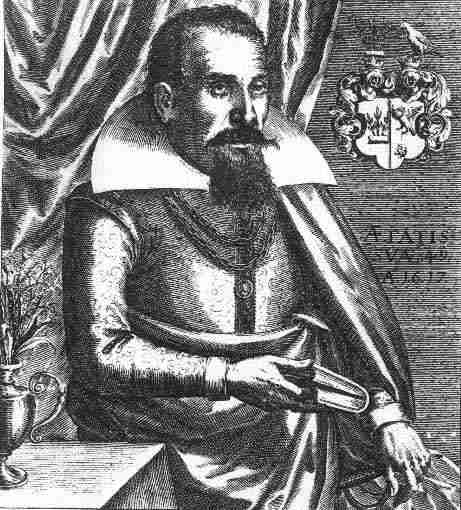
Michael Maier.

Cependant, Michael Maier, l'influent médecin de l'empereur Rodolphe II, prit fait et cause pour les Rose-Croix dans son Silentium post clamores (1617) puis son Themis aurea (1618), voyant en eux les héritiers d'une antique tradition philosophique. L'Anglais Robert Fludd, qui publie en Allemagne, médecin et auteur d'un certain nombre de traités rosicruciens, se voulut, principalement dans Apologia Compendiera (1616), dans le Tractatus apologeticus Integritatem Societatis de Rosea Cruce defendens (1617) puis dans le Summum bonum (1629), un porte-parole de cette fraternité. Fludd et Maier furent les principaux défenseurs et promoteurs des Rose-Croix, leur donnant leurs lettres de noblesse et accréditant l'existence d'une fraternité immémoriale de sages possédant toutes connaissances et vertus. Ils expliquèrent et développèrent les idées rosicruciennes en y adjoignant certaines qui leur étaient propres,.
Parmi les autres défenseurs des idées rosicruciennes, le médecin et astronome Daniel Mögling fait éditer coup sur coup plusieurs ouvrages en réponse aux calomnies. Tout d'abord en 1617 il fait imprimer un justificatif de la Fama sous le pseudonyme de Florentinus de Valentia : « Jhesus Nobis Omnia Rosa Florescens ». Cet ouvrage est une description de la Fraternité de la Rose-Croix et une défense de ses membres contre les accusations d'un certain Menapius (Friedrich Grick). Puis, toujours en 1617, " Pandora ou le miroir de la grâce" qu'il considèrera comme le préliminaire de l'ouvrage suivant publié en 1618, sous le pseudonyme de « Theophilus Schweighardt Constantiensem », "Speculum Sophicum Rhodostauroticum (Miroir de la sagesse des rose-croix). En 1620 Il poursuit son projet de description des travaux de l'Ordre de la Rose-Croix dans "prodromus rhodo-stauroticus parergi philosophici," qui traite de la pierre philosophale.
Mystérieuse, sans existence avérée, la fraternité inspira les interprétations et les réactions les plus diverses et parfois les plus fantaisistes. Ce ne furent pas seulement des théologiens et des hommes de science qui se jetèrent dans le débat, mais aussi des âmes en quête de spiritualité, et parfois même des escrocs.
Des princes comme Frédéric V du Palatinat et Gustave Adolphe de Suède ont pu être inspirés par certaines idées des manifestes. Frances Yates note que ces derniers ont été publiés dans le contexte politique d'une tentative d'union des princes protestants européens, projet qui culmine en 1613 avec le mariage de la princesse écossaise Élisabeth Stuart avec le prince-électeur Frédéric V du Palatinat, et l'acceptation par ce dernier de la couronne de Bohême alors en rébellion contre l'empereur Ferdinand II de Habsbourg. Selon Frances Yates, les manifestes rose-croix seraient le reflet ésotérique de ces projets de réforme politique, sous l'influence de l'astrologue et mathématicien anglais John Dee (1527-1608). Cela expliquerait la bonne réception que reçurent les manifestes en Angleterre, dans la lignée de Robert Fludd : en 1652 Thomas Vaughan, sous le pseudonyme de Eugene Philatete, traduisit la Fama et la Confessio, et publia plusieurs ouvrages sur la Rose-Croix qui influenceront Elias Ashmole (1617-1692)[réf. nécessaire]. La thèse de Yates manque cependant de preuves historiques directes Quoi qu'il en soit, le « règne d'un hiver » de Frédéric V du Palatinat s'acheva en 1620 avec la victoire des impériaux catholiques à la bataille de la Montagne-Blanche.

#### Les réactions des membres du Cénacle de Tübingen

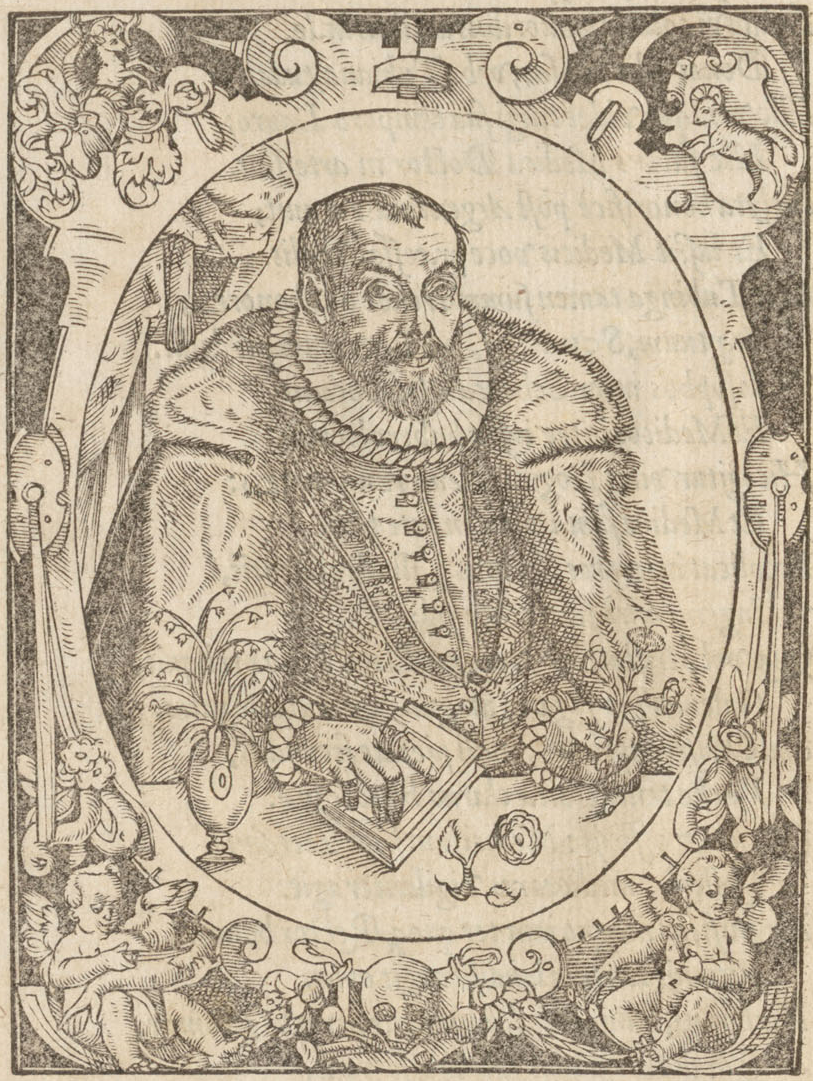
Daniel Mögling, médecin, astronome, professeur de l'université de Tübingen.

Pour leur part, les auteurs des manifestes semblèrent dépassés tant par leur succès que par les polémiques engendrées, et se désolidarisèrent. Tobias Hess mort en 1614, Andreæ fut le principal suspecté, sa participation semblant avoir été notoire. Il adopta une attitude complexe et ambigüe (voir les analyses de Arnold et Edighoffer) pour se défendre des accusations et calomnies. Il semble avoir voulu d'abord rectifier l'interprétation des Manifestes en publiant les Noces Chymiques et le Theca Gladii Spiritus (fourreau du glaive de l'esprit). En même temps, il attaqua ou dénigra dans ses écrits (Menippus, Turris Babel) certains aspects des manifestes, tout en en défendant d'autres. Et finalement, il essaya tout au long de sa vie de promouvoir des sociétés d'union chrétienne, dans lesquelles on peut retrouver une part du projet utopique des rose-croix, dépouillé de leur contenu alchimique et hermétique.
Christoph Besold fit éditer en 1623 De la monarchie espagnole de Tommaso Campanella, pourtant l'un des inspirateurs des manifestes, avec cette phrase mettant en doute l'existence même de la fraternité et le sérieux des manifestes :

« Et déjà la fameuse fraternité des Rose-Croix déclare que dans tout l'univers circulent des vaticinations délirantes. En effet, à peine ce fantôme est apparu (bien que Fama et Confessio prouvent qu'il s'agissait du simple divertissement d'esprits oisifs) il a aussitôt produit un espoir de réforme universelle, et a engendré des choses en partie ridicules et absurdes, en partie incroyables. Et ainsi des hommes probes et honnêtes de différents pays se sont prêtés à la raillerie et à la dérision pour faire parvenir leur franc parrainage, ou pour se persuader qu'ils auraient pu se manifester à ces frères, à travers le Miroir de Salomon ou d'autre façon occulte. »

Quoi qu'il en soit, la fraternité ne s'exprima plus publiquement.

#### L'affaire des placards en France
En juin ou juillet 1623, alors qu'en Allemagne les polémiques s'éteignent peu à peu devant le silence des rose-croix et face aux débuts de la guerre de Trente Ans (1618-1648), des affiches reprenant l'appel des manifestes sont placardées dans tout Paris. Les auteurs de ces affiches sont restés longtemps inconnus, mais selon un témoignage de Nicolas Chorier découvert en 1971, il s'agirait d'un canular lancé par un jeune étudiant en médecine, Étienne Chaume, avec quelques amis.
Il existe plusieurs versions du texte de ces affiches, et il semble qu'en fait plusieurs textes aient été affichés simultanément.

« Nous Députés du Collège principal des Frères de la Rose-Croix, faisons séjour visible et invisible en cette ville, par la grâce du Très-Haut, vers lequel se tourne le cœur des Justes. Nous montrons et enseignons à parler sans livres ni marques, à parler toutes sortes de langues des pays où nous voulons être, pour tirer les hommes, nos semblables, d'erreur et de mort. »

Cette première affiche est rapidement suivie par une seconde :

« S'il prend envie à quelqu'un de nous voir par curiosité seulement, il ne communiquera jamais avec nous ; mais si la volonté le porte réellement et de fait de s'inscrire sur le Registre de notre Confraternité, nous qui jugeons des pensées, lui ferons voir la vérité de nos promesses ; tellement, que nous ne mettons point le lieu de notre demeure, puisque les pensées jointes à la volonté réelle du Lecteur, seront capables de nous faire connaître à lui et lui à nous. »

Leur texte est reproduit dans un ouvrage publié la même année par Gabriel Naudé, qui mena une enquête : Instruction à la France sur la Vérité de l'Histoire des Frères de la Rose-Croix où l'auteur expose la légende de Christian Rosenkreutz et ironise sur la prétention des frères de la Rose-Croix de réformer le monde. Il voit en eux des êtres acharnés à détruire la religion catholique et le pouvoir royal. La réaction française, à la différence de l'accueil anglais et allemand, fut extrêmement négative et pour tout dire, les textes et proclamations rosicruciennes y provoquèrent la panique. L'avis général fut que les rosicruciens pratiquaient la magie noire et que ces « invisibles » étaient donc des sorciers. Les idées rosicruciennes y furent perçues comme des idées d'agents de l'étranger, principalement de l'Angleterre, Robert Fludd en étant la figure emblématique.
Dépassé par l'ampleur des réactions et des polémiques, Chaume s'enfuit de Paris pour faire ses études à Montpellier.
Cyrano de Bergerac (1619-1655), dans son Histoire comique des États et Empires du soleil, en parle comme d'« une certaine cabale de jeunes gens que le vulgaire a connus sous le nom de « Chevaliers de la Rose-Croix » »

### Controverses autour de Descartes, Leibniz, Comenius et d'autres personnalités
Afin d'accréditer l'existence et l'influence de la fraternité, les auteurs rosicruciens ont souvent mis en avant les relations que des personnalités illustres, notamment Descartes, Leibniz et Comenius, mais aussi Spinoza ou Newton, auraient eues avec la Rose-Croix. Ces relations iraient parfois jusqu'à l'appartenance effective à l'ordre.
Leurs contradicteurs objectent que les éléments historiques disponibles relèvent de l'anecdote tant pour la vie et l'œuvre de ces personnages que pour l'histoire du rosicrucisme. Ces éléments font d'eux des hommes de leur temps plutôt que des membres de la Rose-Croix ou même de la mouvance rosicrucienne :

« On a voulu voir également du rosicrucisme chez Leibniz et chez bien d’autres ; jeu stérile, puisqu'au XVIIe siècle l’ésotérisme moniste est de toute manière la philosophie de presque tous les gens qui pensent. »

— Antoine Faivre

#### Descartes
Descartes (1596-1650) séjournait en Hollande et en Allemagne de 1618 à 1622, au plus fort de l'affaire des Rose-Croix. Il semble s'y être intéressé car d'après son premier biographe, Adrien Baillet, il aurait dit : « Si les Rose-Croix étaient des imposteurs, il n’est pas juste de les laisser jouir d’une réputation mal acquise aux dépens de la bonne foi des peuples ; s’ils appartoient quelque chose de nouveau dans le monde, qui valût la pleine d’être su, il auroit été malhonnête à luy, de vouloir mépriser toutes les sciences, parmi lesquelles il s’en pourrait trouver une, dont il aurait ignoré les fondements ».
Adrien Baillet relate, sur un ton amusant, qu'après avoir été intrigué par les « confrères de la rose-croix, dont il avoit fait des recherches inutilement en Allemagne durant l'hiver de l'an 1619 […] l'on commençoit à faire courir le bruit qu'il s'étoit enrollé dans la confrérie. M. Descartes fut d'autant plus surpris de cette nouvelle, que la chose avoit peu de rapport au caractère de son esprit, et à l'inclination qu'il avoit toûjours euë, de considérer les rose-croix comme des imposteurs ou des visionnaires ». Après l'affaire des affiches (1622), il dut se faire voir partout à Paris pour se disculper d'être un des prétendus « invisibles ».
En dédicace du manuscrit d'un pseudotraité de mathématique Polybii Cosmopolitani Thesaurus mathematicus (Trésor mathématique de Polybe le cosmopolite) (1619), on trouve la dédicace suivante : « totius orbis eruditis et specialiter celeberrimis in G  F.R.C denuo oblatus » (« aux savants du monde entier et particulièrement F(rères) R.C très célèbres en G(ermanie) »). Ce texte ne fut pas publié. Geneviève Rodis-Lewis, dans sa biographie Descartes de 1997, s'appuyant sur le caractère parodique de l'ouvrage, voit dans cette dédicace une intention sarcastique. Jean-Pierre Bayard y trouve au contraire un signe d'intérêt et de soutien.
Il reste que l'épisode fameux et fondateur des trois songes de Descartes eut lieu en Allemagne à l'hiver 1619, alors qu'il s'intéressait aux Rose-Croix. Certains auteurs pensent que l'imaginaire de Descartes fut alors inspiré par les textes rosicruciens qu'il devait lire à l'époque. Cependant cette hypothèse a été rejetée par Fernand Hallyn, et la véracité de toute l'anecdote racontée par Baillet a elle-même été mis en doute par Henri Gouhier après une minutieuse étude des sources.

#### Leibniz
Vers 1666, le philosophe et mathématicien allemand Gottfried Wilhelm Leibniz (1646-1716) devint membre de la « Société alchimique » de Nuremberg (1654-~1700) et en fut secrétaire pendant deux ans. Cette société est parfois confondue à tort avec celle de la Rose-Croix d'Or (voir ci-dessous). Il s'intéressa au texte des Noces Chymiques et décrypta l'énigme du nom de la jeune fille Alchimia. Quant aux manifestes eux-mêmes il les considéra comme des fictions : « Tout ce que l’on a dit des Frères de la Croix et la Rose, est une pure invention de quelque personne ingénieuse ».

#### Comenius
Andreæ fut, par ses projets de sociétés d'union chrétienne, en contact avec le pasteur de Bohême Comenius. En 1628, Andreæ, découragé, lui écrivit pour lui passer le relais :

« Nous fûmes quelques hommes de grande valeur, qui […] après la bouffonnerie de la vaine Fama, nous étions réunis. […] Vous abandonnant ce qui reste de notre naufrage, nous vous le transmettons volontiers, assez heureux si notre entreprise n'a pas tout à fait échoué. »

Malgré ces dénigrements, Comenius semble, dans Le Labyrinthe du monde (1631), avoir été séduit par les espérances développées dans les manifestes rose-croix. S'en inspirant, il rédigea, en 1641 en Angleterre, un ambitieux et généreux programme de réforme de l'éducation : la Via Lucis (de) (« Chemin de la lumière »). Edighoffer fait de Comenius celui qui fit passer la Rose-Croix du luthéranisme allemand au cadre universaliste et humanitariste qui allait être celui de la franc-maçonnerie.

## Sociétés rosicruciennes et rosicrucianisme auXVIIIesiècle
Après un oubli relatif pendant la seconde moitié du XVIIe siècle, une nouvelle efflorescence rosicrucienne apparaît au XVIIIe siècle. Parallèlement à l'essor de la franc-maçonnerie, différents mouvements et groupements rosicruciens se forment, touchant les sphères aisées de la société.
Les plus importants de ces groupements furent les différents groupes dénommés « Rose-Croix d'or » et celui de la « Rose-Croix d'or d'ancien système » (ces organisations n'ont pas de lien historique avec le Lectorium Rosicrucianum contemporain, dont il est question plus loin, hormis une prétention alchimique commune).

### L'ordre de la Rose-Croix d'Or (1710)

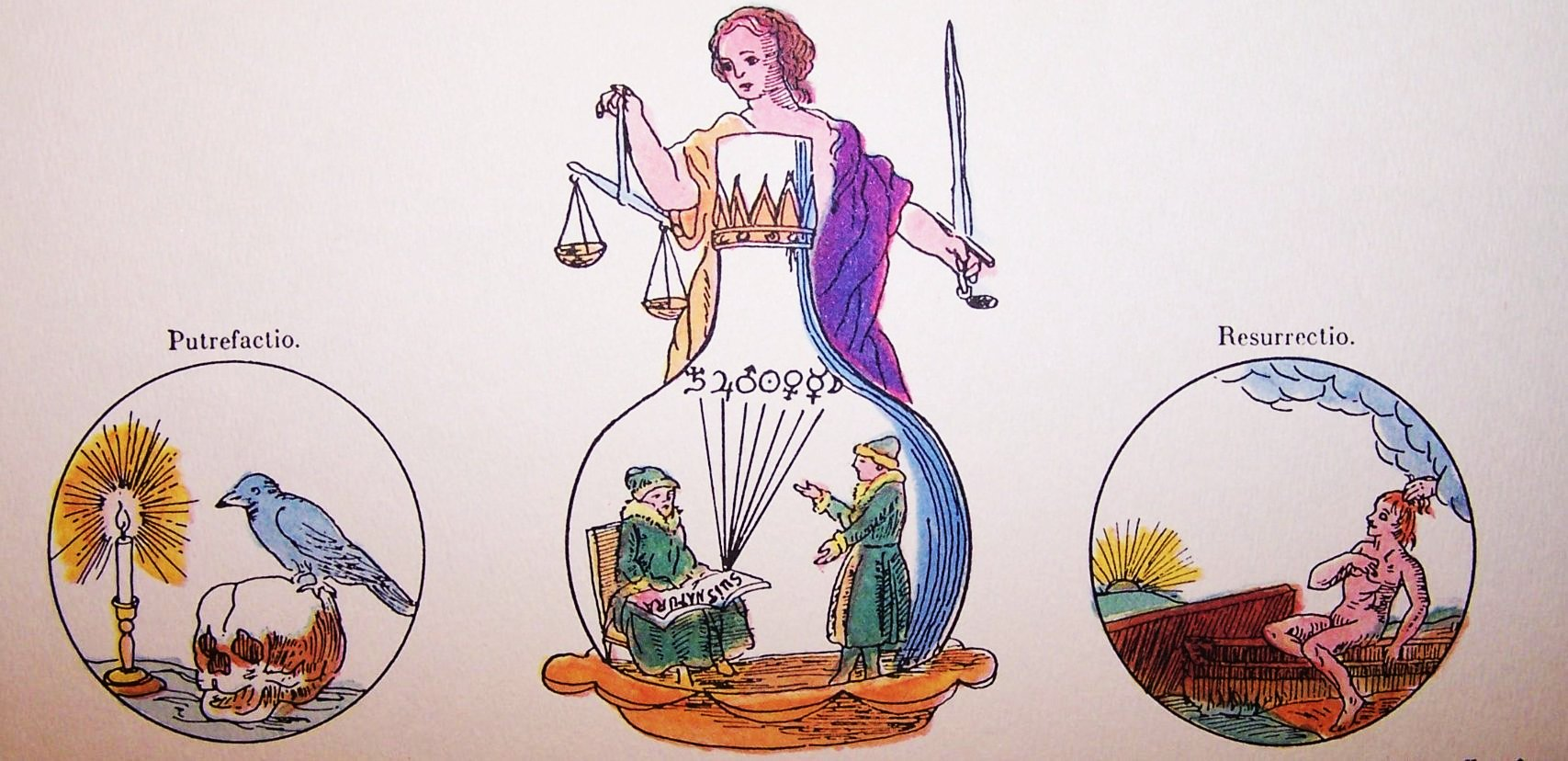
Détail d'une des gravures d'Altona, 1785.

En 1710, parut à Breslau et en allemand, sous le nom de Sincerus Renatus (pseudonyme du prédicateur silésien Samuel Richter (de)) : La vraie et parfaite préparation de la Pierre Philosophale par la Fraternité de l'Ordre de la Rose-Croix d'Or
- Ce texte, qui est essentiellement un traité d'alchimie, se termine par l'énumération des cinquante-deux règles de l'ordre (instituant comme chef suprême le grade d'« Imperator » qui sera repris plus tard).

L'ordre décrit par Richter ne semble pas avoir existé, mais divers conventicules, de doctrine plutôt floue et reliés entre eux de façon assez lâche, prirent le nom de Rose-Croix d'or et se développèrent en Allemagne, en Pologne, en Tchécoslovaquie, aux Pays-Bas et jusqu'en Russie. C'est au sein de ces groupements que serait née vers 1750 la théorie de la filiation templière de la franc-maçonnerie, avec pour intermédiaires les rose-croix,. Cette théorie se développa ensuite au sein de la branche dite rectifiée de la franc-maçonnerie, avant d'être démentie par le convent de Wilhelmsbad en 1782. Toutefois, cette mise au point ferme sur le plan historique n'empêcha pas une partie du symbolisme alchimique et chevaleresque introduit dans les hauts grades maçonniques à cette occasion d'y demeurer par la suite.

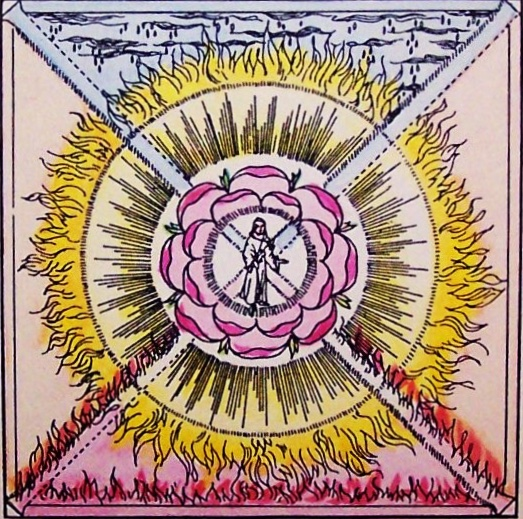
Détail d'une des gravures d'Altona, 1785.

Les Figures secrètes de la Rose-Croix des XVIe et XVIIe siècles, imprimées en deux parties, en 1785 puis en 1788, à Altona près de Hambourg, constitueraient le « testament spirituel » des rose-croix d'or. Elles comportent entre autres 36 planches d'images et de symboles alchimiques, théosophiques et hermétiques. L'auteur en est inconnu. On y distingue l'inspiration de Valentin Weigel, Heinrich Khunrath et Jacob Boehme, précurseurs des pensées rosicruciennes et théosophiques.

### L'ordre des Rose-Croix d'or d'ancien système (1777)
En 1777, un officier prussien, Johann Rudolf von Bischoffswerde, et un ancien pasteur, Jean Christophe Wöllner, fondent à Berlin l'« ordre des Rose-Croix d'or d'ancien système » à partir de la loge maçonnique des Trois Globes. Ils font remonter la généalogie des rose-croix, non au fondateur supposé Christian Rosenkreutz, mais à « Adam lui-même ». Cette sapience divine aurait ensuite été conservée et transmise par les patriarches bibliques, les sectes à mystères, les pythagoriciens et les druides. L'ordre lui-même aurait été fondé par Ormus, un prêtre d'Alexandrie baptisé par saint Marc. Il se serait perpétué en Palestine jusqu'à l'époque des croisades, où il se serait transporté en Europe. La Rose-Croix d'or d'ancien système eut un succès certain et compta, dès 1779, 26 cercles et 200 membres en Allemagne[réf. nécessaire]. Les deux fondateurs, grâce à diverses mystifications teintées d'occultisme, parvinrent à s'attirer les bonnes grâces des hautes sphères politiques. Ils furent ainsi nommés ministres en 1786 et suspendirent alors les activités de l'ordre qui devenait suspect et comptait alors plusieurs milliers de membres.

### La symbolique rosicrucienne dans les milieux maçonniques
Le premier document connu rapprochant la rose-croix et la franc-maçonnerie date de 1638 à Édimbourg. Il s'agit d'un bref extrait du poème de Henry Adamson La Thrène des muses :
« 
For what we do presage is not in grosse,
For we be brethren of the Rosie Crosse:
We have the Mason word and second sight,
Things for to come we can foretell aright. »
Il est possible que des personnes sensibles aux idéaux de l'utopie rosicrucienne se soient affiliées aux loges maçonniques du XVIIe siècle en Angleterre et en Écosse.
Dans la seconde moitié du XVIIIe siècle, le mot « rose-croix » fait beaucoup plus référence à un état d'ultime sagesse et de complète réalisation qu'à une organisation : on dit à l'époque « un rose-croix » pour désigner un de ces supposés initiés ultimes et « l'ordre des Rose-Croix » pour parler de leur organisation.

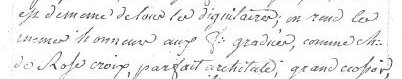
Mention du grade de « chevalier de Rose-Croix » dans un rituel maçonnique français de 1769.

C'est dans cette acception qu'apparaît en franc-maçonnerie, vers 1760, le grade dénommé « chevalier rose-croix ». Il se présente alors comme un grade terminal de l'écossisme avant de devenir, en 1801, le 18e grade du rite écossais ancien et accepté. Le « bijou » traditionnel de ce grade est un compas orné d'une rose-croix et d'un pélican qui nourrit ses petits avec son propre sang. Dans certains autres de ces rituels maçonniques, on trouve des développements ésotériques du mythe de la construction du temple de Salomon qui rappellent la symbolique du temple-tombe de Christian Rose-Croix, « image et abrégé de l'Univers ». À l'inverse, on trouvera, dans les rituels de nombreux groupes rosicruciens contemporains ou fondés au XIXe siècle, des emprunts à des rituels maçonniques attestés dès la fin du XVIIIe siècle. Ces influences mutuelles s'expliquent aisément par le fait qu'à l'instar de Papus, Lewis, Hutin et bien d'autres, les auteurs rosicruciens des XIXe et XXe siècles seront très souvent également francs-maçons.

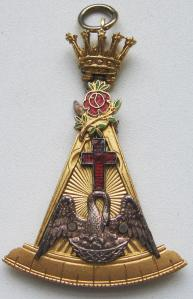
Bijou maçonnique du grade de chevalier rose-croix.

À la même époque, Martines de Pasqually fonde un « ordre des Chevaliers élus Cohen » au sein duquel il enseigne sa doctrine, proche de l'hermétisme chrétien (comme celle des rose-croix) et dont les membres les plus avancés pratiquent la théurgie et portent le titre de « réaux-croix ». Le mot « réaux-croix » semble avoir été inventé par Pasqually, par analogie avec rose-croix, tout en s'en distinguant, réau signifiant le « grand Adam » et « puissant prêtre ». Ses successeurs Jean-Baptiste Willermoz et Louis-Claude de Saint-Martin (« le philosophe inconnu ») mirent l'ordre en sommeil après la mort de Pasqually en 1774, mais sa doctrine inspira en partie Willermoz dans sa contribution à la rédaction des derniers hauts grades maçonniques du rite écossais rectifié à l'occasion du « convent des Gaules » en 1778.
En 1798, l'abbé Augustin Barruel publie ses Mémoires pour servir à l'histoire du jacobinisme dans lesquelles il accuse les Illuminés de Bavière (fondés en 1776, interdits en 1784 et éteints en 1790) d'être à l'origine d'un complot mondial qui aurait été la véritable cause de la chute de la monarchie en France. Bien que réfutée depuis longtemps par la plupart des historiens, cette théorie du complot et ses dérivées ont encore aujourd'hui un certain nombre de partisans qui estiment que les rose-croix faisaient eux aussi partie de ce supposé complot. Quoique les idées des « illuminés » de Bavière, branche radicale des Lumières, semblent incompatibles avec la doctrine mystique « illuministe » des rose-croix et des rosicruciens, la confusion lexicale fut et reste fréquente.

### Les rose-croix dans l'art et la littérature auXVIIIesiècle
Les proches des rosicruciens contemporains voient de fréquents symboles rosicruciens dans l'art et la littérature des XVIIe et XVIIIe siècles. Certaines de ces influences sont avérées, d'autres sont plus discutables. Les symboles utilisés par les rosicruciens sont comparables à ceux utilisés par d'autres mouvements férus d'ésotérisme et d'alchimie déjà existants.
Les manuels initiatiques des rose-croix d'or et le texte des Noces Chymiques marquèrent une partie de l'œuvre de Gœthe, notamment dans Les Mystères, le Conte et le second Faust. Dans son poème inachevé Les Mystères (1784-1786) on trouve notamment la phrase : « Qui donc a marié les Roses à la Croix ? ».
Pour les rosicruciens, l'opéra La Flûte enchantée de Mozart constituait une allusion à peine voilée aux rites initiatiques supposés de la Rose-Croix, notamment pour ce qui concerne les épreuves du feu et de l'eau que traversent les deux héros à la fin de l'opéra. Il est néanmoins communément admis que, Mozart et Emanuel Schikaneder — son librettiste — étant tous deux francs-maçons, cette œuvre adopte une symbolique maçonnique.

### Personnages célèbres
L'appartenance de certaines personnalités aux organisations rosicruciennes du XVIIIe siècle a parfois été évoquée.
Influencé par les idées de Josef Hoëné-Wronski, l'occultiste Éliphas Lévi a prétendu que Napoléon Bonaparte était rosicrucien, et avait reçu pour mission d'unifier l'Europe. D'autres auteurs, tels Papus ou Harvey Spencer Lewis ont aussi soutenu cette idée.

## Sociétés rosicruciennes et rosicrucianisme auxXIXe,XXeetXXIesiècles

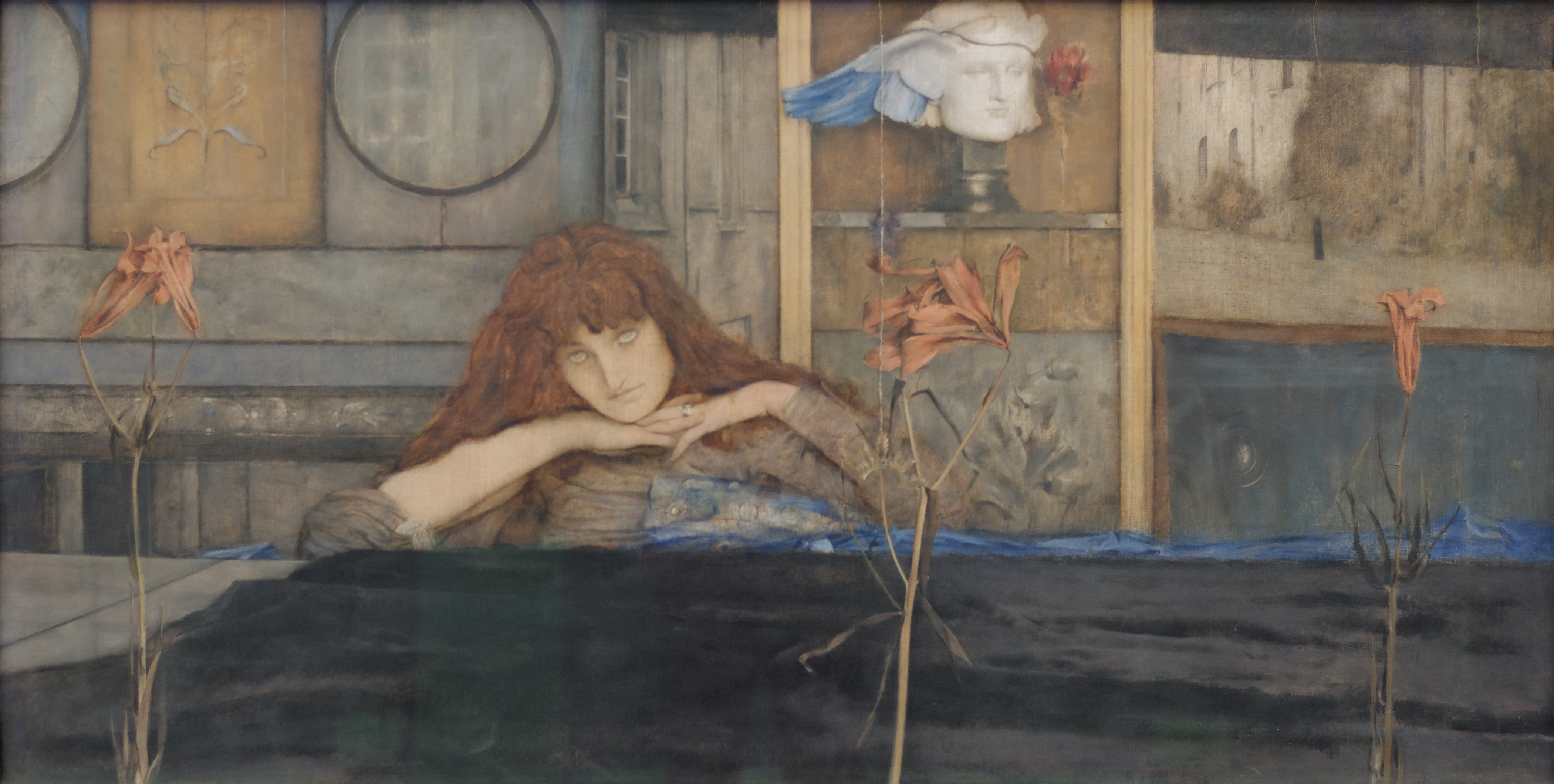
Fernand Khnopff - I lock my door upon myself (1891) qui fut présentée au second salon de la Rose-Croix esthétique.

Entre les milieux du XIXe et du XXe siècle apparaissent, dans divers pays, des groupements se réclamant de la Rose-Croix mais de doctrines divergentes. Au XIXe siècle ils versent de plus en plus dans l'occulte et dans la magie, avec une diversité de grades, de structures hiérarchiques d'origines mystérieuses et de titres impressionnants. La plupart de ces sociétés étaient considérablement influencées par la forte personnalité de leurs guides et fondateurs. Plusieurs figures importantes de l'ésotérisme occidental du XIXe siècle écrivirent sur la Rose-Croix et le personnage de Christian Rose-Croix : Helena Petrovna Blavatsky, fondatrice de la Société théosophique ; Rudolf Steiner, d'abord secrétaire général de la Société théosophique en Allemagne, puis fondateur de la Société anthroposophique, qui y consacra de nombreux ouvrages ; Harvey Spencer Lewis, fondateur de l'Ancien et Mystique Ordre de la Rose-Croix, enfin René Guénon.
Le peintre français Yves Klein (1928-1962), qui avait découvert le rosicrucianisme dans le livre de Max Heindel, La Cosmogonie des Rose Croix, s'était inscrit tout jeune à la Rosicrucian Fellowship de Californie avec son ami le sculpteur Arman. L'influence de cette fréquentation qui n'a pas duré très longtemps est toutefois perceptible dans l'œuvre de Klein.
Aujourd'hui encore, au début du XXIe siècle, un certain nombre de mouvements actifs et parfois internationaux, se réclament de l'héritage rosicrucien. Les principaux sont, par ordre alphabétique : l'AMORC, le Lectorium Rosicrucianum, La Rosicrucian Fellowship, la Societas Rosicruciana in Anglia (voir ci-dessous pour l'historique ou les articles dédiés pour plus de détails).

### La Rose-Croix de Toulouse (1850)
Joséphin Peladan, qui fondera la Rose-Croix kabbalistique, a été initié au rosicrucianisme par son frère Adrien (1844-1885), l’un des premiers homéopathes français. Ce dernier aurait été reçu — selon Christian Rebisse — par un « membre de la dernière branche de l’ordre, celle de Toulouse » sans doute Firmin Boissin. À cette branche toulousaine de la Rose-Croix aurait également appartenu Édouard de Lapasse (1792-1867), un ancien diplomate et médecin alchimiste toulousain.

### Fraternitas Rosae Crucis (1856/8)
- Fraternitas Rosae Crucis (en)
- Paschal Beverly Randolph (1825-1875)
- Magie sexuelle

### La Societas Rosicruciana in Anglia (1867)
La Societas Rosicruciana in Anglia ou SRIA, dérive de la Societas Rosicruciana in Scotia (SRIS), et fut fondée à Londres en 1867 par les maîtres maçons William James Hughan et Robert Wentworth Little peu après leur réception à Edimbourg ; tous deux étaient membres de la Grande Loge unie d'Angleterre. Il s’agit d’un ordre rosicrucien admettant un maximum de 144 membres, et exclusivement destiné aux francs-maçons de cette grande loge ou des grandes loges reconnues par elle qui avaient atteint le grade de « Maître ».
Les rituels et les initiations de la SRIA reprennent la structure en 9 grades de la Rose-Croix d'or d'ancien système, le contenu est strictement chrétien et les membres portent des noms et des devises latines.
On a souvent répété à tort que l'écrivain Sir Edward Bulwer-Lytton, auteur de Zanoni ou la sagesse des Rose-Croix, en fut le grand maître et qu'il y intronisa le Français Éliphas Lévi (qui en fut effectivement un des premiers membres). En réalité, Sir Bulwer Lytton n'a jamais joué aucun rôle dans la SRIA. En juillet 1870, Bulwer Lytton avait été nommé grand patron de la SRIA, c'est-à-dire président d'honneur, sans qu'il en ait été informé. Averti seulement fin 1872 qu'on lui avait accordé cette haute dignité, il écrivit immédiatement une lettre de protestation et de refus à John Yarker, l'un des dirigeants de la Société.
Toujours active, réservée aux membres de la Grande Loge unie d'Angleterre, elle se définit désormais elle-même comme une société dont « le but est l'aide mutuelle et l'encouragement dans la recherche sur les grands problèmes de la vie et la découverte des secrets de la nature, l'étude du système de philosophie fondée sur la Kabbale et les doctrines d'Hermès Trismégiste [transmises par] les Frères de la Rose-Croix d'Allemagne en 1450 (sic) et l'étude de la signification et du symbolisme de tout ce qui reste aujourd'hui de la sagesse, de l'art et de la littérature de l'Ancien Monde ». Elle a des filiales aux États-Unis, en Écosse, et en France (le collège Bernard de Clairvaux).
Ce sont des membres de la SRIA qui fonderont en 1887 l'ordre de la Golden Dawn.

### La Golden Dawn (1887)
En 1887, à Londres, est fondée la « Fraternity of the Esoteric Order of the Golden Dawn », connue plus tard sous le nom d'« Hermetic Order of the Golden Dawn » (« ordre hermétique de l'Aube dorée ») par le Dr. William Wynn Wescott, William R. Woodman et Samuel Liddell MacGregor Mathers, membres de la SRIA.
Un de ses membres importants sera l'occultiste et alpiniste Aleister Crowley, par ailleurs membre d'un ordre martiniste et de l'Ordo Templi Orientis. On y rencontre aussi l'écrivain Bram Stoker et le poète irlandais William Butler Yeats.
Sous l'impulsion de Mathers se développa au sein de l'ordre un « cercle intérieur » rosicrucien, l'« ordre de la Croix d’Or et de la Rose Rubis », dont les membres pratiquaient la théurgie et qui eut une influence considérable sur la pensée rosicrucienne moderne[réf. nécessaire].
Hostiles à Crowley et à la magie opérative, Arthur Edward Waite (auteur d'études historiques sur la Rose-Croix) et Yeats réforment l'ordre et fondent le Saint Ordre de l'Aube dorée. La Golden Dawn traditionnelle survit sous la forme de la Stella Matutinaat.

### L'ordre kabbalistique de la Rose-Croix (1888)

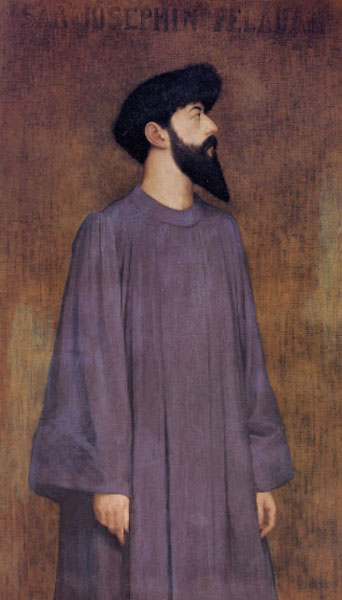
Alexandre Séon, Portrait de Joséphin Peladan (vers 1892), musée des beaux-arts de Lyon.

Fondé en 1888, en France, par Stanislas de Guaita et Joséphin Peladan, l'ordre kabbalistique de la Rose-Croix a compté, parmi ses membres Papus, Paul Sédir, l'abbé Alta. L'ordre kabbalistique de la Rose-Croix enseignait la Kabbale et l'occultisme au sein d'une université libre. L'ordre décernait des grades de « bachelier en kabbale », « licencié en kabbale » et « docteur » au cours d'examens écrits et oraux. Selon Jean-Pierre Bayard, le but en était « de mener simultanément une action occulte en vue de préserver la civilisation judéo-chrétienne et une action diffusante au cœur d'un public de profanes mais curieux de sciences occultes »[réf. incomplète]. L'épisode de la guerre « occulte » de ces rosicruciens avec le moine défroqué Joseph-Antoine Boullan, mage noir réputé et exorciste, a alimenté les chroniques mondaines de l'époque et fut l'occasion de proclamations et d'anathèmes jetés par journaux interposés. Prétextant un refus de la magie opérative, Peladan se sépare du groupe en 1891 pour fonder l'ordre de la Rose-Croix catholique et esthétique du Temple et du Graal. Cet ordre sera à l'origine des « Salons de la Rose-Croix » qui connurent une grande fréquentation. Le compositeur Erik Satie fut un moment proche de Peladan, en témoignent quelques titres de ces compositions : Le Fils des Étoiles, Wagnerie Kaldéenne de Sâr Peladan, Première Pensées et Sonneries de la Rose+Croix. Entre mai 1890 et mars 1893 éclata « la guerre des deux roses ». Il s'agit de l'opposition entre Stanislas de Guaita, fondateur de l'ordre kabbalistique de la Rose-Croix, et de son ancien ami Joséphin Peladan, fondateur de l'ordre de la Rose-Croix Catholique du Temple et du Graal.
De 1920 à 1942 Pierre Piobb réserve son enseignement à un petit nombre d'élus mais refuse de fonder un ordre. Cependant, cet ordre existe et est encore actif de nos jours. Son siège est aux États-Unis, à Las Vegas, dans le Nevada.

### L’ordre de la Rose Croix catholique et esthétique du Temple et du Graal (1892)
- Rose-Croix esthétique
- Joséphin Peladan (1858-1918)

### L'Ordo Templi Orientis (1902)
L'Ordo Templi Orientis, parfois noté OTO, était une société secrète allemande. Elle fut fondée par le franc-maçon viennois Karl Kellner. Après sa mort, Theodor Reuss, par ailleurs membre de la SRIA, en prit la direction. Dans son contenu, l'OTO mêlait des influences de soufisme et de tantrisme. Les rites étaient ceux de Memphis Misraïm (rites maçonniques égyptiens). Selon Reuss, l'ordre avait ses racines dans la Rose-Croix mais son origine dans l'ordre du Temple.

### La Rosicrucian Fellowship (1909)
Entre 1909 et 1911, aux États-Unis, Max Heindel pose les bases de la Rosicrucian Fellowship (« Association rosicrucienne »). L’ouvrage de référence de cette association est la cosmogonie des Rose-Croix, portant sur le mystère du Monde.
Max Heindel a fondé son mouvement après un voyage en Allemagne pour rencontrer Rudolf Steiner. D'après Max Heindel, il aurait rencontré sur le bateau le ramenant en Amérique ce qu'il appela un « Frère Aîné de la Rose-Croix », lequel lui aurait proposé de révéler publiquement et gratuitement leurs enseignements.

### L'Ancien et mystique ordre de la Rose-Croix (AMORC) (1915)

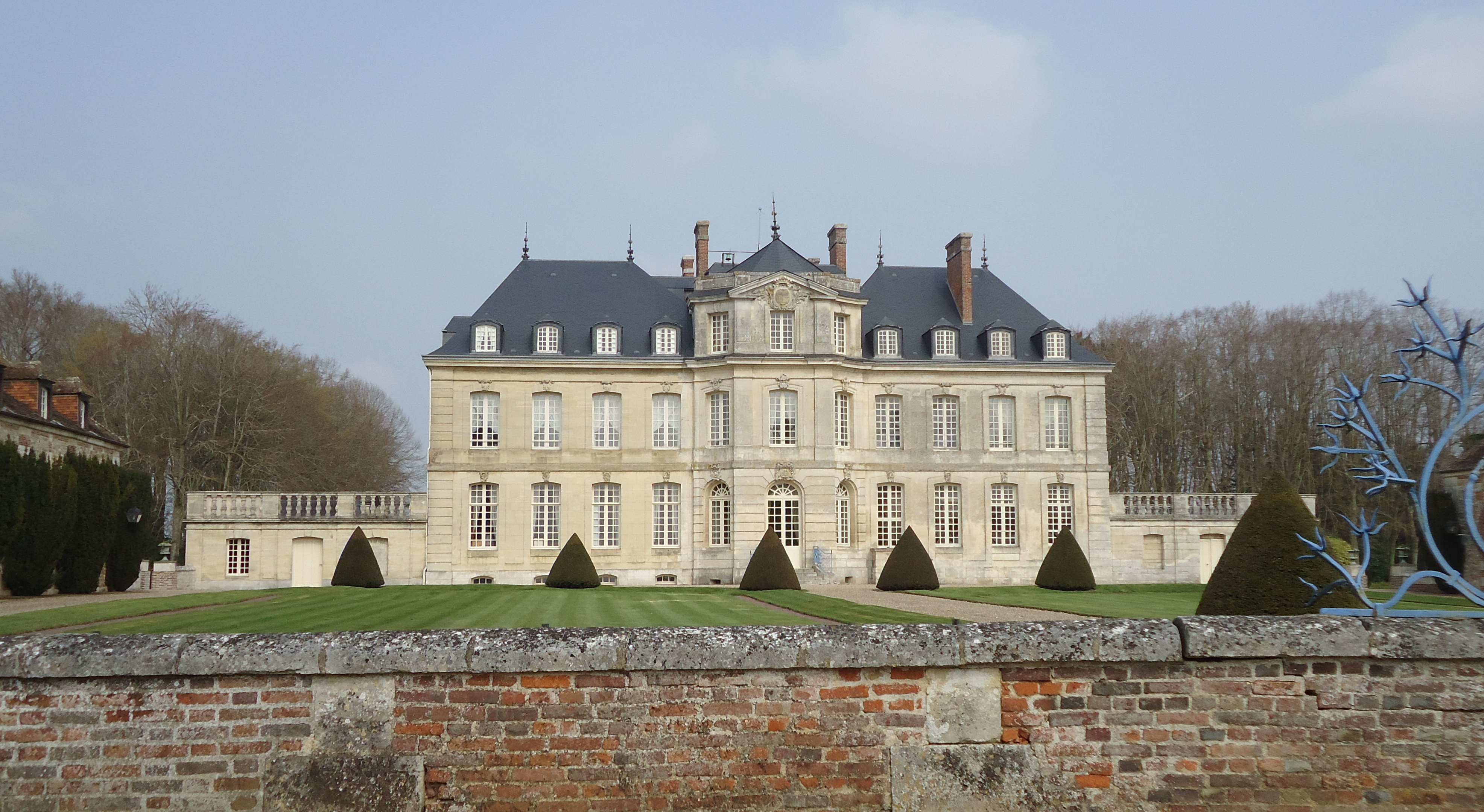
Le Château d'Omonville, en Normandie, est le siège de la juridiction francophone de l'AMORC, ainsi que de l'Université Rose-Croix Internationale (URCI).

À la suite de son initiation à Toulouse le 12 août 1909, Harvey Spencer Lewis fonde l’Ancien et Mystique Ordre de la Rose-Croix ou AMORC le 1er avril 1915 aux États-Unis.
Pour l'AMORC, Christian Rose-Croix, ou Christian Rosenkreutz, est un personnage légendaire. L'ordre aurait été créé par un collège d'initiés : le Cercle de Tubïngen (début du XVIIe siècle) et sur le plan traditionnel, remonterait aux écoles de mystères de l'Égypte antique.
L'AMORC a publié en 2001, ce qu'il définit comme étant un « quatrième manifeste rosicrucien », suivi en 2014 de l'Appellatio Fraternitatis Rosæ Crucis et en 2016 d'un sixième manifeste, Les Nouvelles Noces Chymiques de Christian Rosenkreutz.

### La Confrérie de Crotone de l'ordre rosicrucien (1924)
La Confrérie de Crotone de l'ordre rosicrucien (« Rosicrucian Order Crotona Fellowship »), parfois notée CCOR, fut fondée par George Alexander Sullivan en 1924. Certains la considèrent comme étant la continuation de l’ordre des Douze, société ésotérique dirigée par Sullivan dans les années 1911-1914 puis, à nouveau, dans les années 1920.

### Builders of the Adytum (BOTA) (1922)
- Builders of the Adytum (Bâtisseurs de l'Adyton)

### L'École de la Rose-Croix d'or (Lectorium Rosicrucianum) (1924)

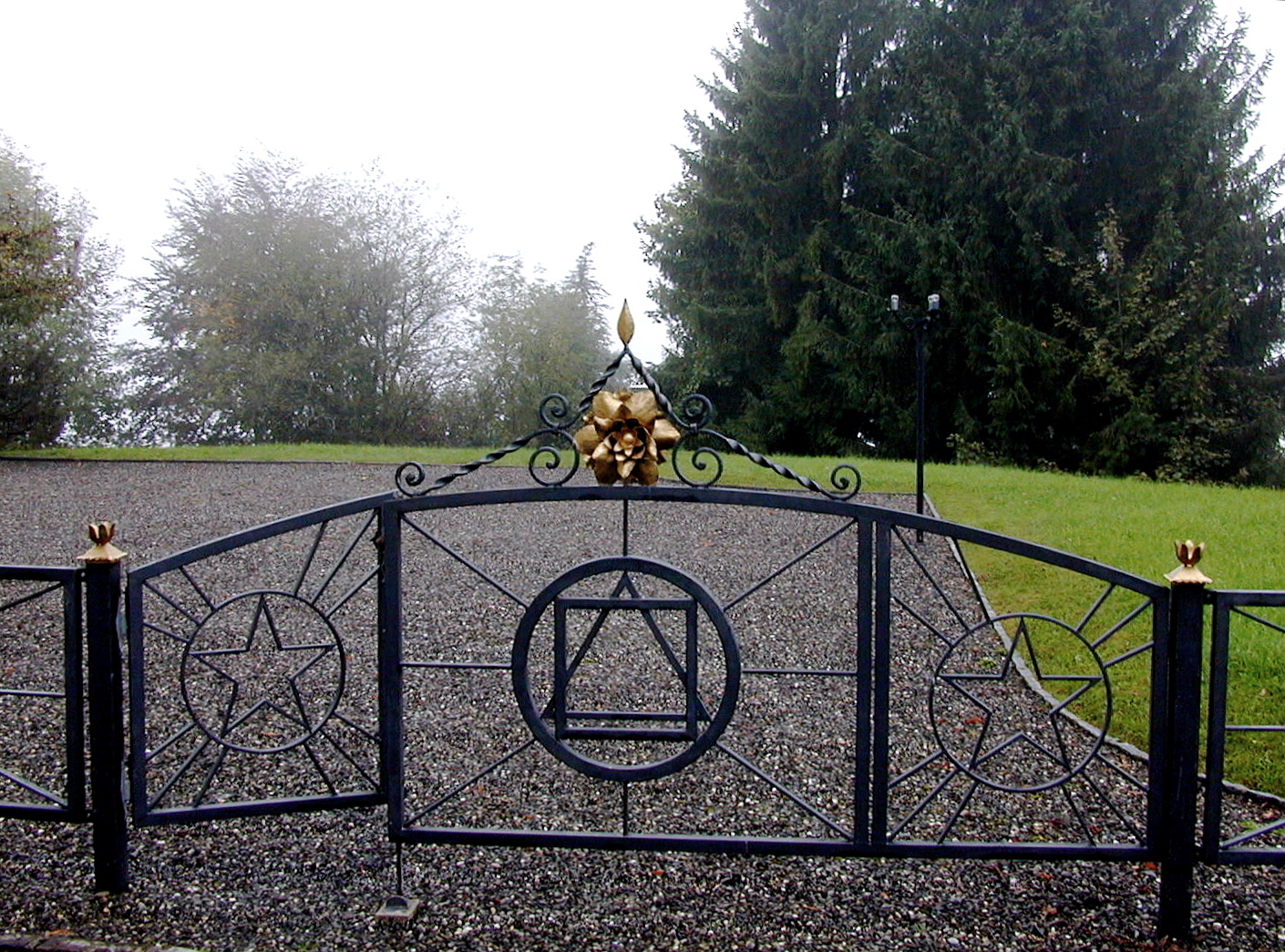
Portail du centre de l'École de la Rose-Croix d'Or (Caux, Suisse).

Le Lectorium Rosicrucianum a été fondé aux Pays-Bas en 1924 par les frères Zwier Wilhelm et Jan Leene (Jan van Rijckenborgh), et Henriette Stok-Huyser (Catharose de Petri sous le nom de Rozekruisers Genootschap (Fraternité rosicrucienne). Ce mouvement a été en lien avec la Rosicrucian Fellowship américaine de Max Heindel jusqu'en 1935.
Cette fraternité initiatique chrétienne, qui se réfère à la gnose et au catharisme pyrénéen, a pris en 1945 le nom de Lectorium-Rosicrucianum, ce qui signifie « lieu d'enseignement de la Rose-Croix ».

### Fraternity of the Inner Light (1927/28)
- Fraternité de la Lumière Intérieure (en) (Brésil)
- Arnold Krumm-Heller (en) (1876-1949)

### Fraternitas Rosicruciana Antiqua (FRA) (1932)
- Fraternitas Rosicruciana Antiqua (en), pour pays hispanophones, dont Mexique
- Magie sexuelle

### École de la Rose-Croix d'Or (1945/6)
- École de la Rose-Croix d'Or (Lectorium Rosicrucianum)

### Esoterische Gemeinschaft Sivas (1969)
- Communauté ésotérique de Sivas (de)
- Henk Leene (1924-2014)

### Ordre du Temple solaire (OTS) (1984)
- Ordre du Temple solaire
- Joseph Di Mambro (1924-1994), membre de l'AMORC de 1956 à 1968
- Luc Jouret (1947-1994)

### Ancien ordre des Rosicruciens (AAORRAC) (1952)
- Fraternitatis Rosa Crucis Austriae
- Antiquus Arcanus Ordo Rosae Rubeae Aureae Crucis (AAORRAC) (1952), Eduard Munninger (de) (1901-1965)

### Controverses sur les dérives sectaires de certaines associations rosicruciennes
Plusieurs organisations se réclamant de la Rose-Croix ont été suspectées de dérives sectaires par les autorités françaises.
L'Alliance "Rose-Croix" et  le Lectorium Rosicrucianum sont mentionnées, à divers titres, dans les rapports de la commission parlementaire sur les sectes en France de 1995 (rapport général) et l'AMORC dans celui sur les sectes et l'argent,. Les principaux acteurs de la lutte contre les dérives sectaires, religieuses comme politiques, s’étonnent de cette citation par la commission parlementaire alors présidée par Jacques Guyard.
L’AMORC reçoit plusieurs témoignages de soutien, notamment celui de Janine Tavernier, ancienne présidente de l’Union nationale de défense de la famille et de l’individu (UNADFI) qui « dénonce l’injustice dont l’AMORC a été victime » et plaide pour sa réhabilitation officielle.
Le président de la commission parlementaire de 1999, Jacques Guyard, atteste en 2003 qu’en réalité « aucun fait ne vient conforter ce classement » et qu’il « souhaite d’ores et déjà la réhabilitation officielle de l’AMORC ». En mai 2008, Jean Michel Roulet, alors président de la Mission interministérielle de vigilance et de lutte contre les dérives sectaires (MIVILUDES) indique quant à lui n’avoir reçu « aucune plainte concernant l’association ou ses membres dirigeants » avant d’ajouter : « que nulle dérive de nature sectaire n’a été rapportée à la MIVILUDES à l’encontre de l’Ancien et Mystique Ordre de la Rose-Croix […] ». La même année, un courrier émanant du ministère de l’Intérieur atteste que « l'AMORC n’a jamais été signalé comme troublant l'ordre public et qu’aucune plainte à son encontre n'a été portée à sa connaissance ». L’AMORC est officiellement réhabilité.

## Thèses et concepts rosicruciens

### Rosicrucien ou Rose-Croix, quelle est la différence?
Pour les rosicruciens contemporains, l'état de « Rose-Croix » désignerait celui qui a atteint l'état ultime de perfection spirituelle et morale (parfois appelé état « christique »), tandis que rosicrucien désigne l'initié qui cherche à atteindre l'état d'illumination du « Rose-Croix ». D'après ces mêmes rosicruciens, la réponse à la question de la nature de la véritable Rose-Croix ne peut provenir que de l'expérience intérieure de chacun.
Selon Max Heindel : « Les Frères de la Rose-Croix sont parmi ces âmes miséricordieuses et ce n'est rien de moins qu'un sacrilège que de traîner ce nom de Rose-Croix en l'appliquant à nous-mêmes, alors que nous ne faisons qu'étudier leurs sublimes enseignements ». Selon Jan van Rijckenborgh, la Rose-Croix est issue « de la hiérarchie de Christ (Logos) [et] les membres de cette Fraternité de la Rose-Croix agissent et se font connaître de manière anonyme ».
L'universitaire Umberto Eco remarque que, pour les rosicruciens, se déclarer Rose-Croix est la preuve qu'on ne l'est pas, et que cela rend, par définition, l'inexistence de la Rose-Croix indémontrable.
René Guénon, reprenant les travaux de Luigi Valli, écrit pour sa part, que, au pays de Dante et de ses contemporains, tous ces poètes étaient membres d'une organisation à caractère secret appelée « Fidèles d'Amour », et que certaines personnalités inconnues se trouvaient derrière ces organisations et les inspiraient. Ces personnalités inconnues se faisaient appeler « Frères de la Rose-Croix », nom désignant une collectivité d'un caractère bien différent et plus secret que celles qui apparurent à partir du XVIIe siècle. Toujours selon René Guénon, les membres de cette société « ne possédaient point [...] de règles écrites et ne constituaient point une société, ils n'avaient pas non plus de réunions déterminées [...] », et tout ce qu'on peut en dire est qu'ils avaient atteint un certain « état spirituel » qui autorise René Guénon à les appeler « soufis européens » ou tout au moins « mutaçawwufîn parvenus à un haut degré dans cette hiérarchie », et il écrit aussi que ces « Frères de la Rose-Croix » se servaient comme « couverture » des corporations de constructeurs et qu'il « enseignaient l'alchimie et d'autres sciences identiques à celles qui étaient alors en pleine floraison dans le monde de l'Islam »,. Sur l'origine du terme « Rose-Croix », Guénon défend l'idée selon laquelle ce terme désignerait non pas un ordre défini, mais avant tout la réalisation d'un certain degré initiatique particulier, à savoir l'accès à « ce qu'on peut appeler la perfection de l'état humain ». Il écrit également que le terme de « Rose-Croix » désigne aussi des initiés à l'ésotérisme chrétien qui auraient entrepris de se réorganiser, « d'accord en cela avec les initiés à l'ésotérisme islamique », après la destruction de l'ordre du Temple. Ils n'auraient « jamais constitué une organisation avec des formes définies », et auraient quitté l'Europe au XVIIe siècle, à la suite de la conclusion du traité de Westphalie. Le terme de rosicrucien serait appliqué à « tout aspirant à l'état de Rose-Croix, à quelque degré qu'il soit parvenu effectivement », à la condition qu'il ait intégré une organisation authentiquement initiatique,. René Guénon se démarquait d'ailleurs de toutes les sociétés rosicruciennes existant en 1946.

### Le symbolisme de la rose et de la croix

Rose-croix.

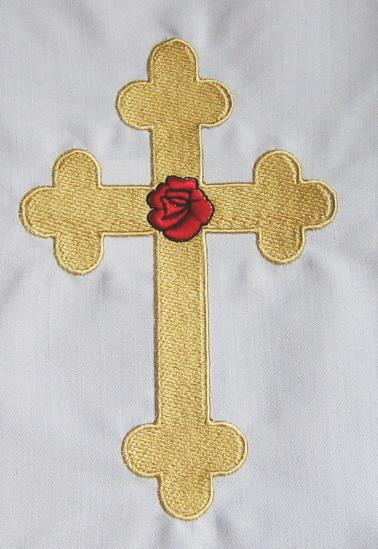
Rose-croix brodée sur une nappe d'autel.

Ce symbole classique au XVIIe siècle a été repris par l'AMORC sous forme d'une croix en or trilobée ayant en son centre une seule rose rouge : la croix représenterait le corps physique, et la rose l’âme en voie d'évolution, comme la fleur s'ouvre lentement à la lumière. Il désignerait symboliquement un état spirituel à atteindre, et l'aboutissement de la quête d'une connaissance d'ordre cosmologique en rapport avec l'hermétisme chrétien. Cette vision toute moderne du symbole de l'ordre ne saurait en limiter la signification. À ce titre, il est intéressant de rappeler que, d'après Robert Fludd[réf. nécessaire], le symbole de l’ordre serait une rose rouge sur une croix rouge (Summum bonum, 1629). S’inscrivant dans la lignée des manifestes rosicruciens du XVIIe siècle, Robert Fludd situe cette symbolique dans le christianisme en ajoutant que « les Rose-Croix s’appellent frères parce qu’ils sont tous fils de Dieu et que la rose est le sang du Christ, que, sans la croix interne et mystique, il n’y a ni abnégation, ni illumination ».
Les sociétés rosicruciennes passées et présentes ont décliné le symbolisme de la rose et de la croix de diverses manières : l'Ordre Kabbalistique de la Rose-Croix de Stanislas de Guaita et Joséphin Peladan avait pour symbole une croix inspirée de la croix de Malte ornée d'un pentagramme et de quatre roses, la Rosicrucian Fellowship a pour symbole une croix ornée d'une couronne de roses, etc.
L'École de la Rose-Croix d'Or désigne la rose épanouie comme étant le symbole de la perfection divine de l'âme, matérialisée par l'or. La croix d'or représente le corps de l'homme transfiguré. Cette école évoque un chemin, vécu à travers trois roses, soit trois phases de transformation :
- la rose blanche représente la purification ;
- la rose rouge évoque le sang de l'amour répandu pour tous, par le service à autrui ;
- la rose d'or est l'accomplissement, la réintégration du corps, de l'étincelle divine (l'âme) et de l'esprit dans l'harmonie originelle divine.

### Ouvrages historiques
- (de) Hans Schick, Das ältere Rosenkreuzertum : ein Beitrag zur Entstehungsgeschichte der Freimaurerei, Verlag für Ganzheitliche Forschung und Kultur, 1942.
- Will-Erich Peuckert, Das Rosenkreutz, Schmidt, 1973.
- Bernard Gorceix (trad. de l'allemand), La Bible des Rose-Croix : Traduction et commentaire des trois premiers écrits rosicruciens (1614, 1615, 1616), Paris, PUF - Hier, 1970 (réimpr. 1998 (Quadrige)), 125 p. (ISBN 2-13-047634-1).
- Paul Arnold, Histoire des Rose-Croix et les origines de la Franc-maçonnerie (préface d'Umberto Eco), Paris, Mercure de France, coll. « Essais », 1990, 408 p. (ISBN 2-7152-1613-0).
- Roland Edighoffer, Les Rose-Croix, PUF, coll. « Que sais-je? » (no 1862), 1994, 3e éd. (ISBN 2-13-044226-9).
- Roland Edighoffer, Rose-Croix et société idéale selon Johann Valentin Andreæ, Arma Artis, 1981.
- Roland Edighoffer, Les Rose-Croix et la crise de la Conscience Européenne au XVIIe siècle, Bibliothèque de l'Hermétisme.
- Antoine Faivre, article « Rose-Croix », dans Encyclopædia Universalis.
- Antoine Faivre, L'Ésotérisme au XVIIIe siècle, Paris, Seghers, 1973.
- Didier Kahn, Alchimie et paracelsisme en France à la fin de la Renaissance (1567-1625), Droz, coll. « Cahiers d'Humanisme et Renaissance », 2007, 806 p. (ISBN 978-2-600-00688-0 et 2-600-00688-5, lire en ligne).  sur googlebooks sur googlebook en version anglaise.
- Jean Servier (dir.), Dictionnaire critique de l'Ésotérisme, Paris, Presses universitaires de France.
- Frances A. Yates, La Lumière des Rose-Croix : l'illuminisme rosicrucien, trad. M.D. Delorme (The rosicrucian enlightment partiellement sur googlebook), Paris, Culture, art, loisirs, 1978. (résumé).
- Alberto Cesare Ambesi, L'Enigma dei Rosacroce, la saggezza nascosta. Mediterranee. Roma, 1990.
- Christopher McIntosh, The Rosicrucians : The History, Mythology, and Rituals of an Esoteric Order, Weiser Books, 1997.
- David V. Barrett, A Brief Guide to Secret Religions : A Complete Guide to Hermetic, Pagan and Esoteric Beliefs, Hachette UK, 2011.
- (de) Rosenkreuz als europäisches Phänomen im 17. Jahrhundert. édité par Carlos Gilly et Friedrich Niewöhner, Bibliotheca Philosophica Hermetica, in de Pelikan,  2002
- (de) Carlos Gilly, Cimelia Rhodostaurotica. Die Rosenkreuzer im Spiegel der zwischen 1610 und 1660 entstandenen Handschriften und Drucke, in de Pelikan, 1995

### Articles
- Antoine Faivre, « Rose-Croix et Rose-Croix d'Or en Allemagne de 1600 à 1786 », Revue de l'histoire des religions, vol. 181, no 1,‎ 1972, p. 57-69 (lire en ligne).
- Antoine Faivre, « Rosicruciana (Premier article) », Revue de l'histoire des religions, vol. 190, no 1,‎ 1976, p. 73-88 (lire en ligne).
- Antoine Faivre, « Rosicruciana (deuxième article) », Revue de l'histoire des religions, vol. 190, no 2,‎ 1976, p. 157-180 (lire en ligne).
- Thierry Zarcone, « Le voyage oriental du Rose-Croix », in : Octagon, La recherche de perfection, (Hans Thomas Hakl éditeur), Gaggenau, Scientia Nova, 2018, vol. 4  (ISBN 978-3-935164-12-2), pp. 175–193

### Écrits rosicruciens
- La Trilogie des Rose-Croix, retranscription des trois manifestes fondateurs : 1) La Fama Fraternitatis (1614), 2) La Confessio Fraternitatis (1615) et 3) Les Noces chymiques de Christian Rosenkreutz (1616), Le Tremblay, Diffusion Rosicrucienne, « Rose-croix », 1995  (ISBN 2-908534-52-5). En ligne Fama Fraternitatis  . En ligne Confessio Fraternitatis  . En ligne Noces chymiques trad. Auriger 1928  .
- Sincerus Renatus (Samuel Richter), Dem Orden des Gülden-und Rosenkreutzes (1710).
- Anonyme, Geheime Figuren der Rosenkreutzer, Altona, 1785 et 1788. Symboles secrets des rosicruciens des XVIe et XVIIe siècles, Le Tremblay-Omonville; Diffusion rosicrucienne, 1997, 59 p. .
- William Wynn Westcott, S. L. MacGregor Mathers et W. R. Woodman  Hermetic Order of the Golden Dawn, 1887.
  - I. Regardie, The Complete Golden Dawn System of Magic, Phoenix, Falcon Press, 1984.
- (en) Arthur Edward Waite, The Real History of the Rosicrucians, 1887, en ligne.
- Joséphin Peladan (Ordre kabbalistique de la Rose-Croix Catholique).
- Léonce de Larmandie, Eoraka, Chamuel, Paris, 1891.
  - Constitution de la Rose-Croix : Du Temple et du Graal, 1893.
- Rudolf Steiner (anthroposophie) :
  - Théosophie du Rose-Croix (1907), Genève, Éditions Anthroposophiques Romandes, 1991.
  - Christian Rose-Croix et sa mission (1904-1912), Genève Éditions Anthroposophiques Romandes.
- Max Heindel (pseudonyme de Carl Grasshof) (Rosicrucian Fellowship, 1909) :
  - Cosmogonie des Rose-Croix (1909), Éditions de l'Association Rosicrucienne, 1999.
  - Mystères Rosicruciens (1911), Éditions de l'Association Rosicrucienne, 1999.
- Paul Sédir (pseudonyme de Yvon Le Loup), Histoire des Rose-Croix, Éditions Amitiés Spirituelles, Librairie du XXe siècle, 1910 (1973).
- Harvey Spencer Lewis (AMORC Anticus Mysticusque Ordo Rosæ Crucis, 1915).
  - Histoire complète de l'Ordre de la Rose-Croix (1916), Villeneuve-Saint-Georges.
- Jan van Rijckenborgh (pseudonyme de Jan Leene) (Lectorium Rosicrucianum, International School of the Golden Rosy Cross, 1935).
  - La Gnose Universelle, Éditions Rozekruis Pers.
  - Philosophie Élémentaire de la Rose-Croix moderne, Éditions Rozekruis Pers.
  - L'appel de la Fraternité de la Rose-Croix, Éditions Rozekruis Pers.
  - Le témoignage de la Fraternité de la Rose-Croix, Éditions Rozekruis Pers.
  - Les Noces Alchimiques de CRC, commentaires (vol. 1 et 2) (1937), Éditions Rozekruis Pers.
  - Christianopolis (1939), texte de Jean Valentin Andreæ commenté par Jan van Rijckenborgh, Éditions Rozekruis Pers.
- Serge Hutin, Histoire des Rose-Croix (1962), Le Courrier du Livre, 1971.
- Robert Ambelain, Sacramentaire du Rose-Croix (1964), Éditions de La Diffusion Scientifique, Paris Ve.
- Raymond Andrea, Le sentier mystique (1986), Première éd., Éditions Rosicruciennes, Villaneuve-Saint-Georges (France).
- Robert Vanloo, L'Utopie Rose-Croix du XVIIe siècle à nos jours, Dervy 2001.
- Christian Rebisse, Rose-Croix : Histoire et Mystères, Éditions de la Diffusion Traditionnelle, 2003.

### Autres études
- « Les Sociétés secrètes », dossier dans Historia, no 108, juillet-août 2007, hors-série.
- Jan Gétaz, Christian Rosenkreutz - Mythe ou réalité ?, Éditions INRI.
- Gérard Galtier, Maçonnerie Égyptienne - Rose-Croix et Néo-Chevalerie, Éditions du Rocher, 1989.
- Jean-Marc Vivenza, B.A-BA de la Rose-Croix, Pardès, 2005.
- Jean-Pierre Bayard, La Spiritualité de la Rose-Croix. Histoire, tradition et valeur initiatique, 1990.
- Patrick Négrier, Culture Rose-croix et courants apparentés, Hyères, La Pierre philosophale 2020, 420 p.

### Œuvres littéraires en rapport avec la Rose-Croix
- Amir D. Aczel, Le carnet secret de Descartes, Paris, Éditions Jean-Claude Lattès, 2007.
- Edward Bulwer-Lytton, Zanoni ou la sagesse des Rose-Croix (roman, 1858), Éditions Diffusion Rosicrucienne, 1997.
- Umberto Eco, Le Pendule de Foucault (roman, 1988) : on trouve dans les chapitres 29 et 30 un résumé de l'affaire des Rose-Croix au XVIIe s. Dans le chapitre 4, la gravure allégorique décrite en détail est celle du Temple de la Rose-Croix qui illustre le Speculum Sophicum Rhodostauroticum de Teophilus Schweighardt Constantiens (1618). Dans le chapitre 58, un riche rosicrucien donne dans son château une représentation théâtrale inspirée des Noces Chymiques de Christian Rosencreutz.
- Fernando Pessoa, Poèmes ésotériques et métaphysiques.
- Goethe, Les Mystères (poème).
- Joséphin Peladan, Le Vice Suprême, roman (premier livre de l'Éthopée de « La décadence latine »).
- Jean Ray, Malpertuis (roman, 1943) : l'un des personnages principaux, l'oncle Cassave, fait partie de la Rose-Croix et y aurait découvert un élixir de vie qui permet de vivre jusqu'à 200 ans.
- Dan Brown, Le Symbole perdu (roman, 2009) : l'ordre de la Rose-Croix et son lien avec la symbologie des temps anciens permet de déchiffrer une partie de la pyramide des francs-maçons.
- Alexandre Moix, À la poursuite de l'Olgoï-Khorkhoï, tome 3 de Les Cryptides, Roman jeunesse, 2009 : un cryptozoologue décide de faire renaître l'ordre de la Rose-Croix. Caché dans les catacombes, ce petit groupe de fanatiques terrorise Paris, perpétuant crimes, assassinats et catastrophes.
- Emmanuel Dufour-Kowalski, Stanislas de Guaita (1861-1897), Grand Maître de la Rose-Croix Kabbalistique, aux sources poétiques et anthropologiques de son oeuvre. Archè Milano 2021.